# Barbe d'Héliopolis
Pour les articles homonymes, voir Sainte-Barbe, Santa Barbara, Barbe (homonymie) et Barbara (homonymie).
Barbara (en grec ancien et en latin), Barbe d’Héliopolis, ou Barbe en français (anciennement Barbare) est une sainte supposée avoir subi le martyre au début du IVe siècle, durant la Grande persécution, soit dans la région d'Euchaita, soit en à Héliopolis (Baalbek) en Phénicie Romaine (tradition plus récente et bien diffusée en Occident), soit à Nicomédie. Elle est depuis toujours fêtée le 4 décembre par l'Église catholique (même si sa fête a été supprimée du calendrier liturgique romain depuis la réforme de 1969) et par les Églises orthodoxes. Ces dernières ont donné à la sainte le titre de mégalomartyre,. En Occident, Barbe fait partie du collège des quatorze saints auxiliateurs, défini au XIVe siècle.
Figure dépourvue d'historicité, absente de toutes les sources documentaires de l'Antiquité tardive et reléguée par l'hagiologie moderne dans la catégorie des fictions romanesques ou des héroïnes de contes à substrat mythologique, Barbara n'en fut pas moins largement vénérée, surtout à partir du VIIIe siècle, tant en Orient qu'en Occident. Bien que les martyrologes et les calendriers anciens (par exemple le Martyrologe Syriaque de 411) ne parlent pas d'elle, Barbara fut vraisemblablement l'objet d'un culte local, peut-être dès la fin du IVe siècle, dans la région d'Euchaita, du moins si l'on en croit la Vie et Passion grecque BHG 213 qui mentionne, en rapport avec l'histoire de la sainte, plusieurs lieux vénérés et même un pèlerinage. 
Barbara devint en tout cas la protagoniste d'une pieuse légende grecque — traduite ensuite en latin (BHL 913-915 etc.), en syriaque (BHO 133-134) et en arménien (BHO 132) —, dont la forme la plus ancienne (précisément BHG 213) pourrait remonter au commencement du Ve siècle. Ce conte semble bien avoir pour modèle le roman grec postbiblique Joseph et Aséneth (BHG 177), peut-être par l'intermédiaire de la Vie et Passion de sainte Christine de Tyr (BHG 302). Cette reconstitution très plausible succède, sans peut-être l'oblitérer totalement, à une interprétation beaucoup plus ancienne, proposée déjà par le Bollandiste Daniel Papebroch (que suivit son confrère Hippolyte Delehaye) et amplement développée en 1892 par Albrecht Wirth dans un essai intitulé Danaé dans les légendes chrétiennes : sainte Barbara (ainsi que sainte Christine de Tyr et sainte Irène alias Pénélope [BHG 953]) seraient des avatars chrétiens de la Danaé mythologique, cette princesse argienne enfermée dans une chambre souterraine (ou une tour) en bronze par son père le roi Acrisios.
À l'histoire de sa vie et de son martyre, s'ajoutèrent au fil du temps celle des translations de ses reliques et celle de ses miracles posthumes, l'une et l'autre très riches. Au Moyen Âge, l'Église soucieuse d'instruire et d'édifier le peuple chrétien, s'adresse non plus seulement à l'esprit, mais aux yeux et à l'oreille. Toute une iconographie de la sainte se développa donc dans les arts les plus divers, et la représentation des mystères mit en scène la vie de sainte Barbe d'une manière plus sensible et plus accessible. La Contre-Réforme s'efforça d'assagir une légende débridée mais utile au salut des pécheurs qui imploraient l'intercession de la sainte au moment de leur mort. Dès lors, on ne représenta plus que les scènes de son martyre, seules capables d'inspirer la foi. 

## Le récit hagiographique
Selon l'état le plus ancien de sa légende, unique source antique la concernant, Barbara aurait vécu près d'Euchaita ou Euchaïte, dans le Diospont appelé plus tard Hélénopont (province du nord-est de l'Asie Mineure), et aurait été martyrisée fort jeune au temps de l'empereur Maximien.
Voici le résumé de la légende primitive, représentée par la Vie et Passion grecque BHG 213 (début du Ve siècle ?). Sous le règne de Maximien, alors que Marcien est gouverneur, éclate une grande persécution contre les chrétiens. Dans la chôra orientale (non localisée et peut-être imaginaire) d'Héliopolis — à ne pas confondre avec Héliopolis-Baalbek, en Coelé-Syrie, aujourd'hui au Liban —, dans une bourgade appelée Gélasion ou Gélasios, à douze stades (soit 22,2 km) d'Euchaita, vivait un très riche païen du nom de Dioscore (Διόσκορος). Celui-ci a pour enfant unique Barbara (Βαρβάρα), jeune fille d'une beauté extraordinaire. Il fait bâtir une tour pour y mettre sa fille à l'abri des regards. Des prétendants s'étant, malgré tout, déclarés, Dioscore interroge Barbara sur ses intentions : elle répond qu'elle préfère la mort au mariage. Puis le père part pour un long voyage. Barbara fait percer une troisième fenêtre dans son appartement de la tour et laisse dans le marbre d'une piscine l'empreinte de la sainte Croix et de son pied, encore visible aujourd'hui. Elle crache sur les idoles paternelles. Dioscore enfin revient de voyage, demande à sa fille pourquoi elle a fait faire une troisième fenêtre : elle lui répond que celle-ci représente la troisième personne de la Trinité, et qu'elle est chrétienne. Furieux, le père saisit son épée pour l'égorger ; mais aussitôt la roche s'ouvre, l'accueille et se referme. Dioscore se lance à sa recherche dans la montagne. Deux bergers l'ont vue passer : l'un des deux indique sa cachette. Ses moutons se changent alors en scarabées (ceux qu'on voit autour des saintes reliques), et lui-même devient un rocher bien connu des pèlerins. Dioscore trouve sa fille, la fouette violemment et, la saisissant par les cheveux, la traîne vers la plaine. Il l'enferme dans une cellule sous bonne garde et avise le gouverneur Marcien, lequel ordonne qu'on lui amène la jeune fille. Le père, accompagné du greffier Géronce, la livre à Marcien et réclame les plus grands supplices. Barbara répond avec fermeté aux questions du gouverneur et vitupère le culte des idoles. Elle est déshabillée, rouée de coups et jetée en prison. Le Seigneur lui apparaît au milieu de la nuit, la réconforte, referme ses plaies et lui rend sa beauté. Le lendemain, à la vue de ce miracle, la pieuse Julienne, qui l'avait accompagnée, demande à partager son sort. Barbara et Julienne sont torturées ; on leur coupe les seins. Julienne est décapitée, et Barbara est promenée nue dans tout le pays, mais en vain, puisque Dieu la couvre d'une robe blanche envoyée du ciel. Barbara parvient à Gélasion, où le juge charge Dioscore d'exécuter la sentence capitale. Le père et la fille gagnent la montagne. Barbara prie ; Jésus lui répond et lui annonce ses miracles posthumes. Enfin son père lui tranche le cou. Il périt bientôt à son tour, consumé par le feu du ciel avec Marcien, sans laisser la moindre cendre.  

## Débuts du culte en aire grecque (IVesiècle-xiesiècle)
Les premiers temps du culte rendu à Barbara dans le monde grec sont passablement obscurs sur tous les plans : localisation du berceau, période et forme. Des trois toponymes Héliopolis, Gelasion (ou Gelasios ?) et Euchaita, seul le troisième, nous l'avons dit, est clair et situe les faits dans l'Hélénopont, au nord-est de l'Asie Mineure. C'est là que le culte prit naissance et que fut, certainement, édifié le martyrium auquel le texte primitif fait vaguement allusion (mention des saintes reliques). La Passion BHG 213 mentionne également des realia (lieux, sites ou curiosités : plaque de marbre marquée d'une croix, anfractuosité, rocher) liés à l'histoire de la sainte et suggérant un parcours cultuel et des lieux de vénération, bref un pèlerinage. 
Dater la Passion BHG 213 n'est pas aisé : si l'on suit la datation haute (« vers 400 ») proposée par M. Van Esbroeck, il faut alors supposer que le culte et le pèlerinage se sont établis dans un laps de temps assez court, environ dans les trois quarts de siècle qui suivirent le décès d'une hypothétique et obscure martyre de la Grande persécution pour laquelle on aurait fabriqué une belle légende. Cela certes n'a rien d'impossible. Mais il faut noter que la fin de cette période de gestation coïncide avec le développement spectaculaire d'un autre culte dans le même secteur, celui de Théodore le Conscrit (le dracontoctone) avec sa vaste basilique à Euchaita et son pèlerinage, l'un et l'autre attestés pendant de longs siècles par les auteurs byzantins. 
Cette rude concurrence pourrait être la cause du déplacement du culte de Barbara vers l'ouest, dans deux grandes cités : Nicomédie et Constantinople. Dans la première, prestigieuse métropole de la Bithynie, la sainte en vint à passer pour une enfant du pays, ou du moins pour une martyre mise à mort dans la ville : cette modification de la légende primitive est observable dans les traductions latines (BHL 913, 914 etc.) de la Passion, et l'on trouve quelques traces locales, mais très tardives (XVIIIe siècle), d'une tradition situant la tombe de la sainte dans cette ville. Le culte de Barbara à Constantinople est un peu mieux documenté. Le Synaxaire de Sirmond (vers 960 ?) mentionne l'existence d'un martyrium de la sainte dans le quartier dit Ta Basiliskou (au sud de la ville et à l'ouest du palais impérial) ; on se sait à peu près rien de cet édifice, sinon qu'il se trouvait non loin de la Porte Sainte-Barbe (devenu Topkapı à l'époque ottomane). Le quartier de cette église et de cette porte aurait même été appelé « Barbara » (ἡ Βαρβάρα) selon le témoignage de Georges Pachymère.
Les empereurs byzantins vénéraient particulièrement ses reliques. Selon l'hagiographe dominicain Pierre Calo († 1348), c'est Justinien Ier († 565) qui fit transférer la sainte dépouille de Nicomédie à Constantinople. L'Office romain de sainte Barbara publié sous le pontificat de Benoît XIV remplaça le nom de « Justinien » par celui de « Justin » (= Justin II, 565-578). Selon une tradition qui remonte au diplomate et archevêque vénitien Fantino Dandolo (1379-1459), une partie de ces reliques constantinopolitaines, offerte par Basile II à sa parente Maria Argyropoulina pour son mariage avec le Vénitien Giovanni Orseolo, fils du doge Pietro Orseolo, fut emportée à Venise par les mariés en 1003 et déposée dans la basilique Saint-Marc. Après la mort du couple, victime de la peste en 1007, Orso, évêque de Torcello, et l'abbesse du monastère Saint-Jean-l'Évangéliste de Torcello, respectivement frère et sœur de Giovanni Orseolo, auraient transféré ces reliques dans l'église du susdit monastère sur l'île de Torcello.
Une tradition ukrainienne qui ne remonte pas au-delà du XVIe siècle et dont Alexandre Kazhdan a montré la fragilité, veut que les reliques (entre autres) de sainte Barbe aient été apportées à Kiev pour le mariage de Vladimir II Monomaque avec une fille d'Alexis Ier Comnène qui aurait porté le nom de Barbara, et qui les aurait déposées au monastère de Saint-Michel-aux-Coupoles-d'Or ; les reliques n'en sont pas moins visibles encore aujourd'hui à Kiev dans la cathédrale Saint-Vladimir.
En Cappadoce, une chapelle ou église Sainte-Barbe, de dédicace indubitable, existe encore dans la vallée de Soğanli et a été datée de 1006 ou 1021 ; une église Sainte-Barbe au décor aniconique se trouve également à Göreme (Κόραμα) et a été datée des environs de l'an 1100. 

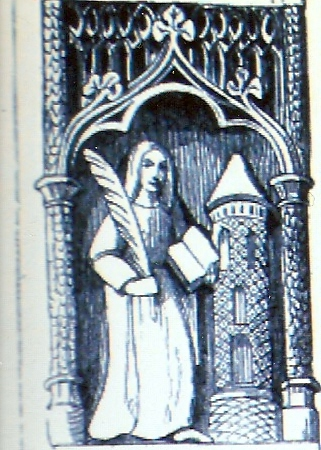
Sainte Barbe sur un poteau cornier de Saint-Julien-du-Sault.
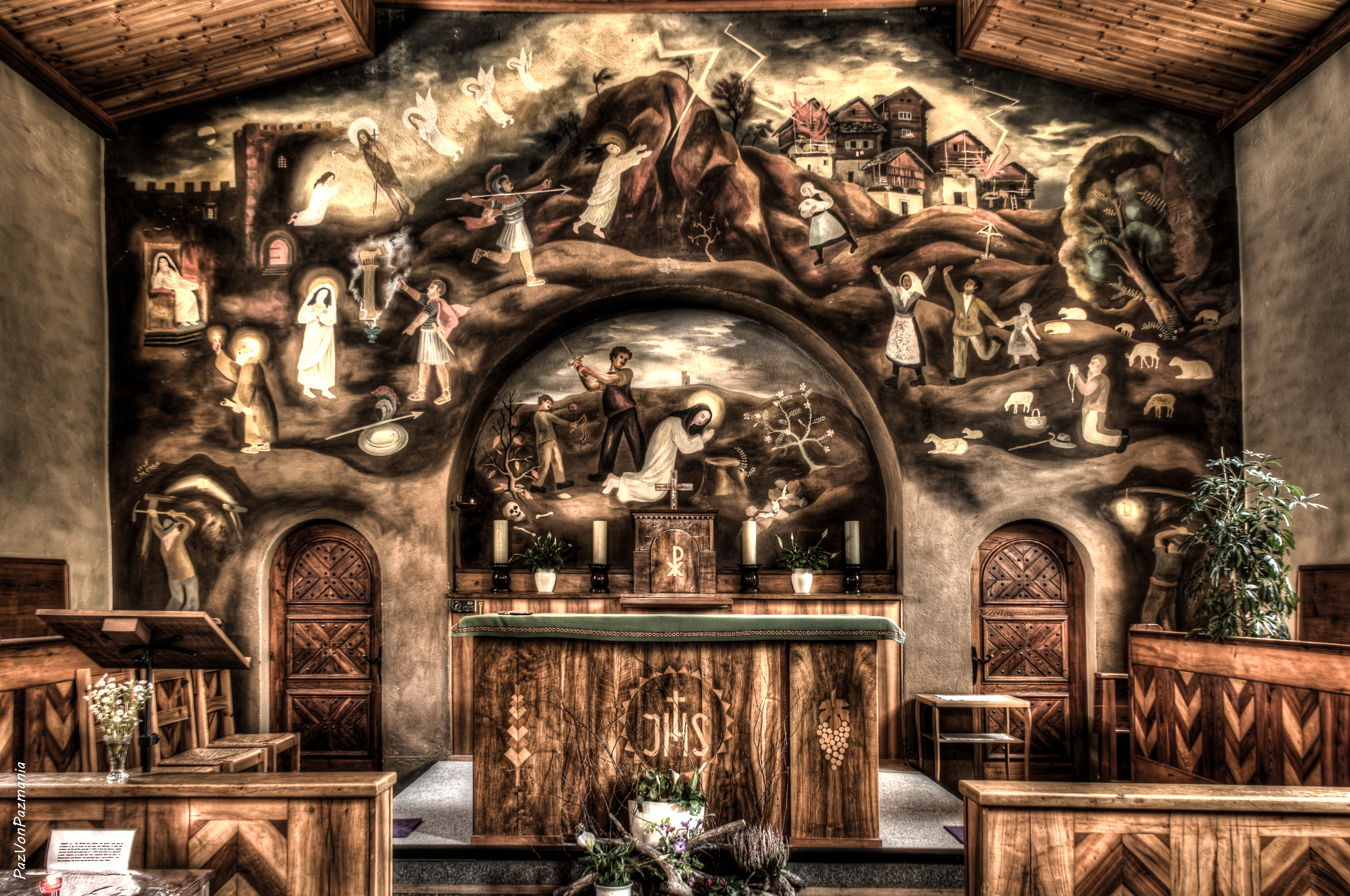
Sainte Barbe - Fresque de Charles Menge - Chapelle de Mâche (Suisse).
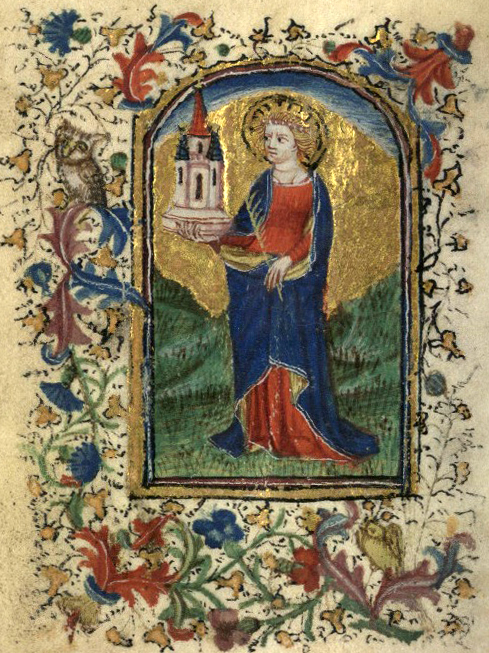
Sainte Barbe, d'après le manuscrit messin Les Heures de Toul, vers 1437-1452.

## Attributs
Sainte Barbe est généralement représentée en jeune fille, avec la palme du martyre ; elle peut porter une couronne et un livre. Une tour à trois fenêtres (en référence à son adoration de la Trinité) et un éclair constituent d'autres de ses attributs. Elle peut également porter une plume de paon, symbole d'éternité, ou fouler aux pieds son père, qui est aussi son persécuteur.
Sainte Barbe est aussi représentée avec un ciboire surmonté d'une hostie, un rocher qui s'entrouvre pour la mettre à l'abri et un canon.
Sainte Barbe est souvent associée à trois autres saintes ayant fait vœu de chasteté : Catherine d'Alexandrie, Marguerite d'Antioche et Geneviève de Paris. C'est le cas pour l'autel des Vierges de l'église Notre-Dame de Croaz Batz de Roscoff (Finistère), comportant une statue de sainte Barbe flanquée de celles de sainte Catherine et de sainte Geneviève.

## Iconographie

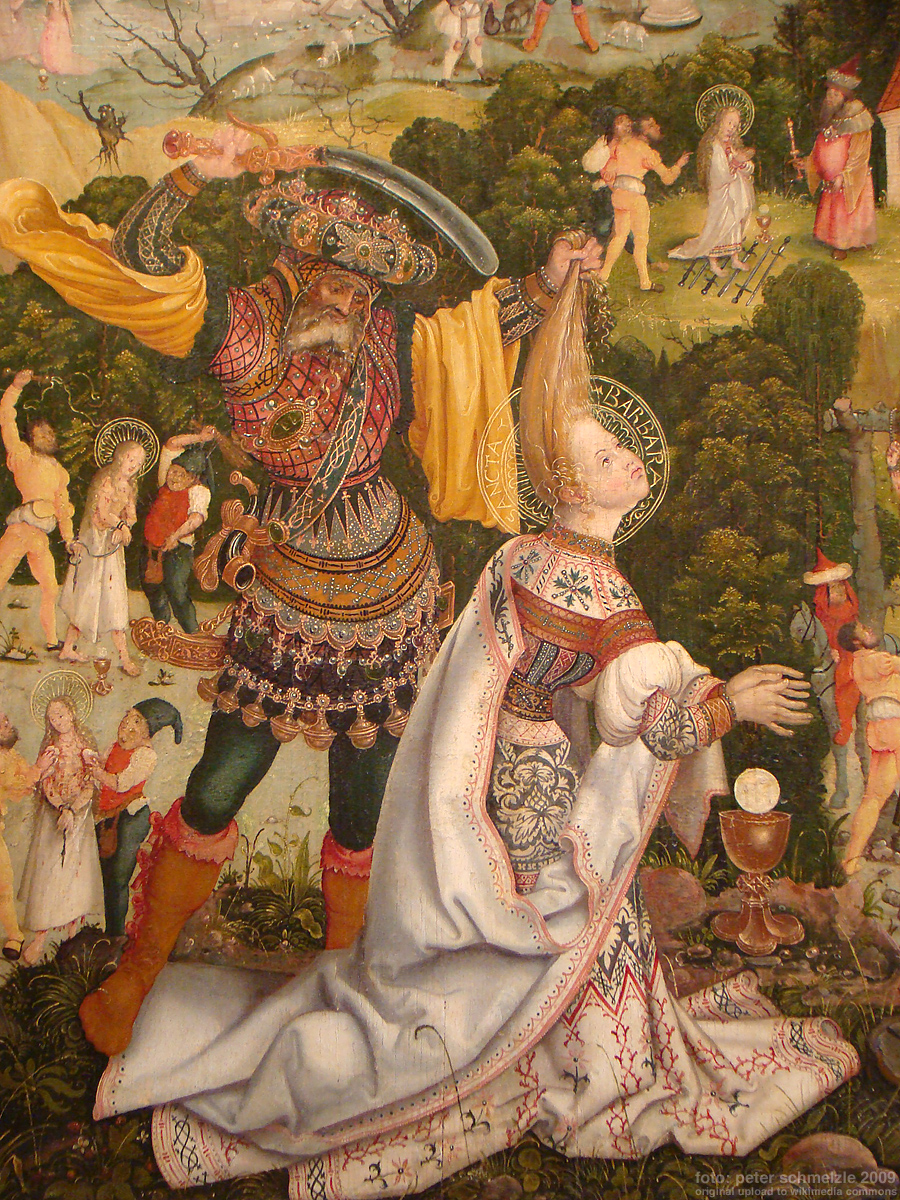
Sainte Barbe décapitée par Dioscore, par Jörg Ratgeb (1510), église Saint-Jean de Schwaigern.

Son iconographie illustre les scènes les plus populaires de sa tradition :
- son emprisonnement par son père dans une tour ;
- sa fuite à travers un rocher qui s’entrouvre pour lui laisser le passage ;
- le châtiment du berger qui avait dénoncé sa retraite ;
- son martyre.

### Enluminures
Une vignette du bréviaire d’Éléonore du Portugal (vers 1500-1510), œuvre du Maître de l'ancien livre de prières de Maximilien Ier, représente sainte Barbe assise, un livre ouvert sur ses genoux.

### Peintures

#### Icônes, peintures
- Cosimo Rosselli, Sainte Barbe, saint Jean-Baptiste et saint Paul (1468), galerie des Offices, Florence.
- Hans Memling, La Vierge à l'Enfant avec sainte Barbe et sainte Catherine d'Alexandrie (1479), Metropolitan Museum of Art, New York.
- Jan van Eyck, Sainte Barbe (1437), musée royal des beaux-arts d'Anvers.
- Lucas Cranach l'Ancien, La Vierge à l'Enfant avec sainte Catherine, sainte Dorothée et sainte Barbe, musée des beaux-arts de Budapest.
- Lucas Cranach l'Ancien, Le Martyre de sainte Barbara (1510), Metropolitan Museum of Art, New York.
- Robert Campin, Sainte Barbe (1438), musée du Prado, Madrid.
- Lorenzo Lotto, Scènes de la vie de sainte Barbe (1524) à la chapelle Suardi.
- Véronèse, La Sainte Famille avec sainte Barbe et le petit saint Jean (vers 1564), musée des Offices à Florence.
- Francisco de Goya : Sainte Barbara (vers 1773), musée du Prado à Madrid.

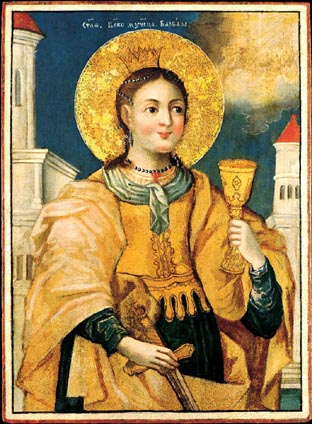
Sainte Barbe, icône orthodoxe.
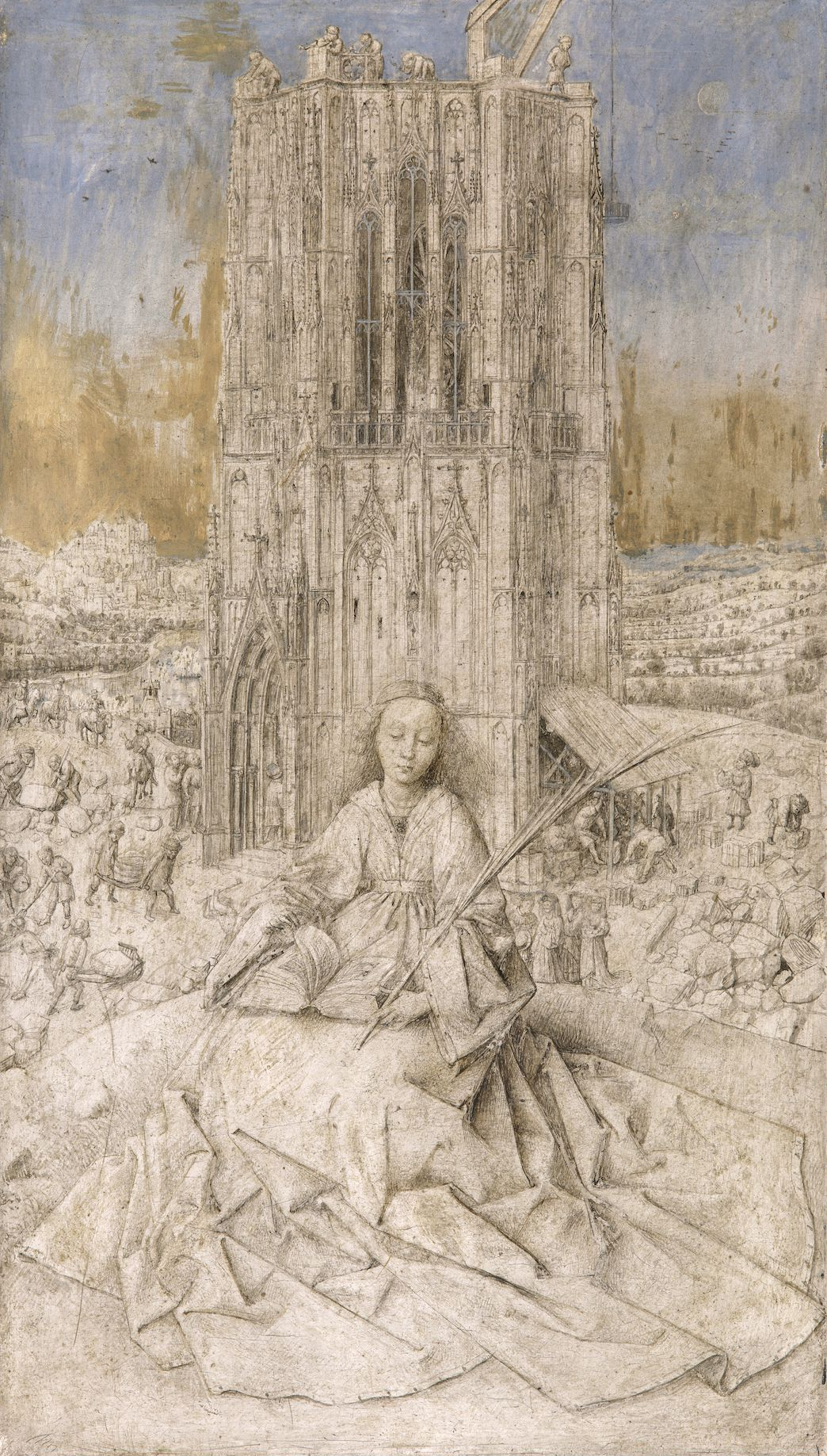
Sainte Barbe par Jan van Eyck (1437)
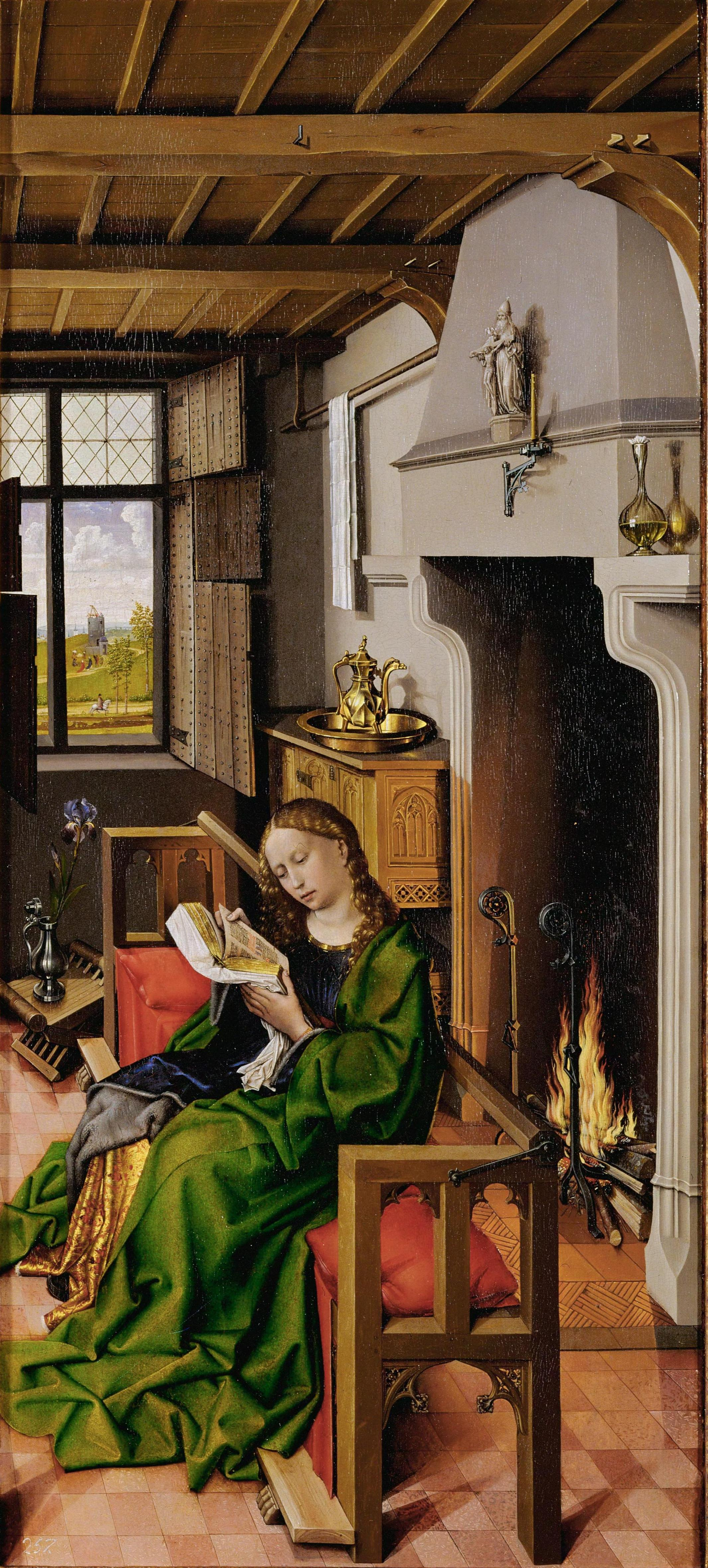
Sainte Barbe par Robert Campin (1438).
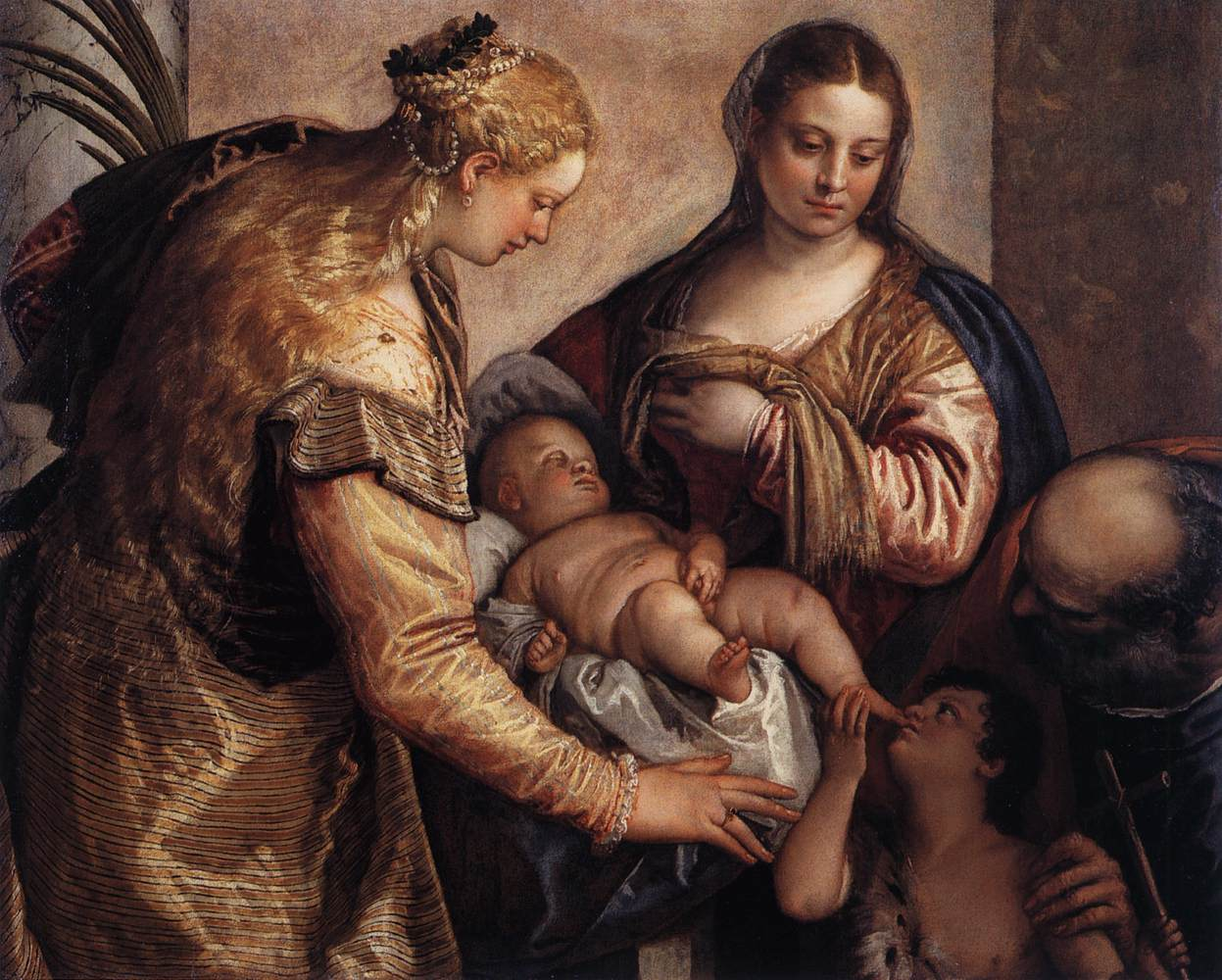
La Sainte Famille et sainte Barbe v. 1564, Véronèse.
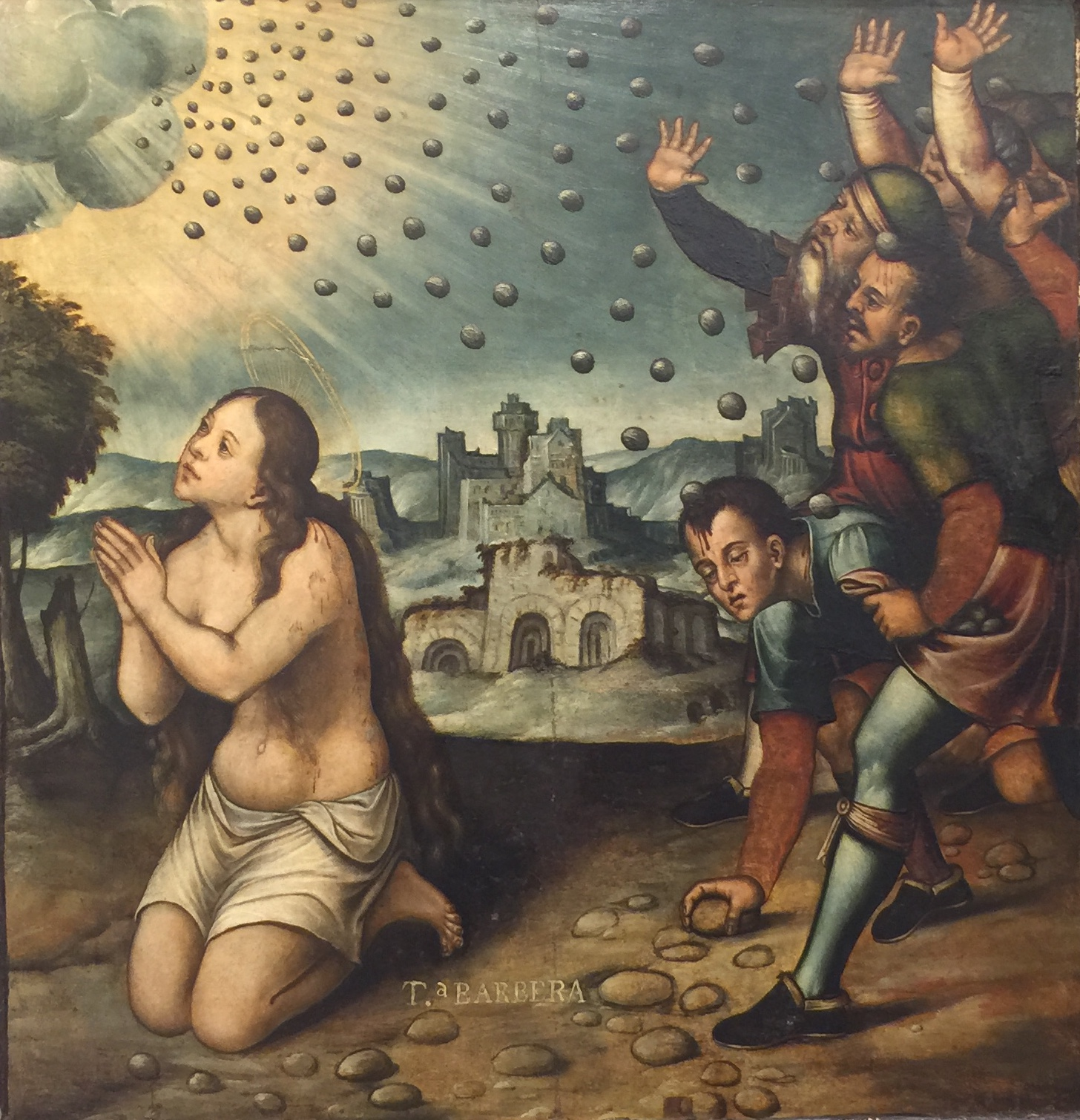
Martyre de sainte Barbe par Gaspar Requena (XVI). Almodi de Xàtiva
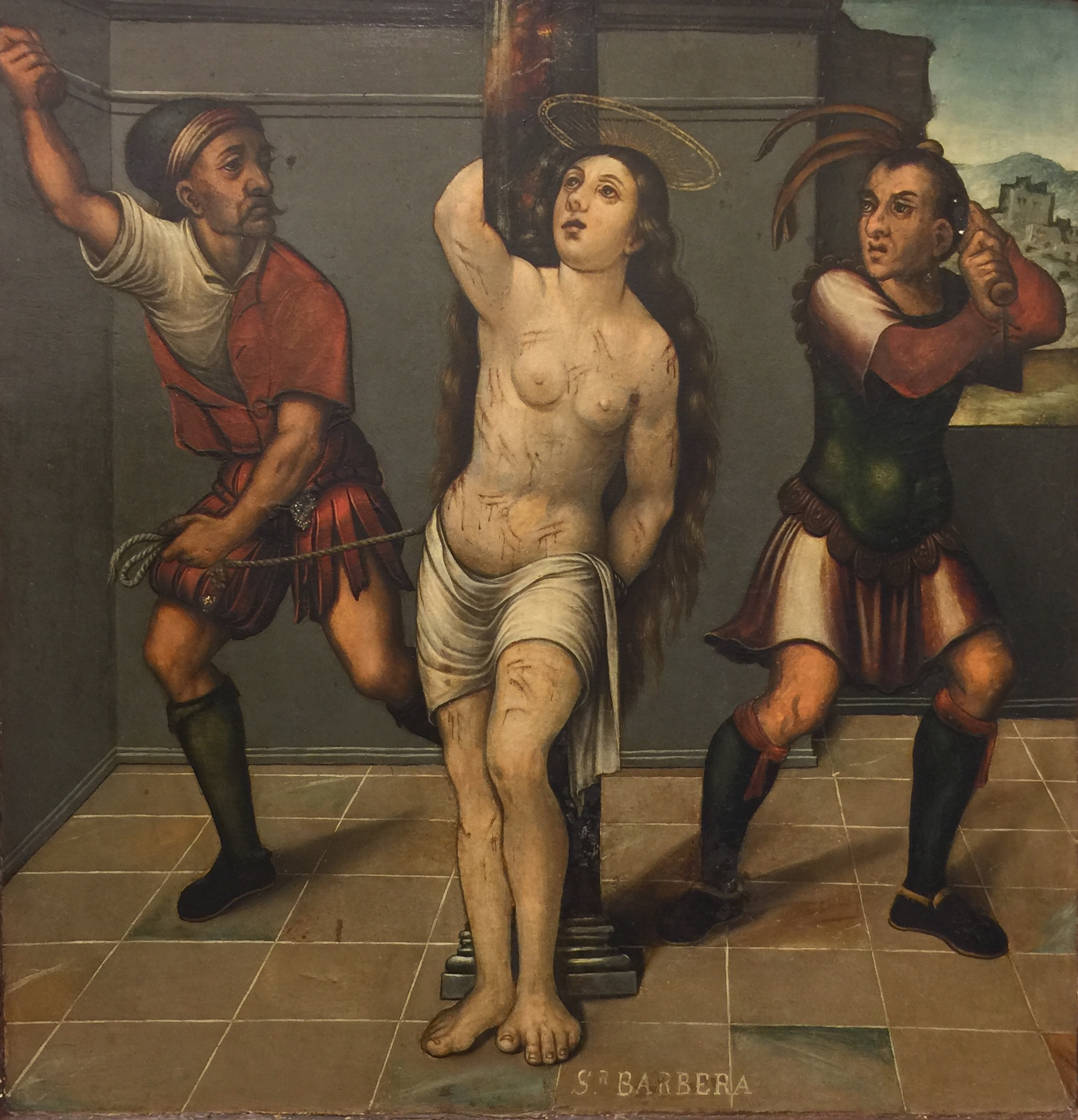
Flagellation de sainte Barbe par Gaspar Requena. Almodi de Xàtiva
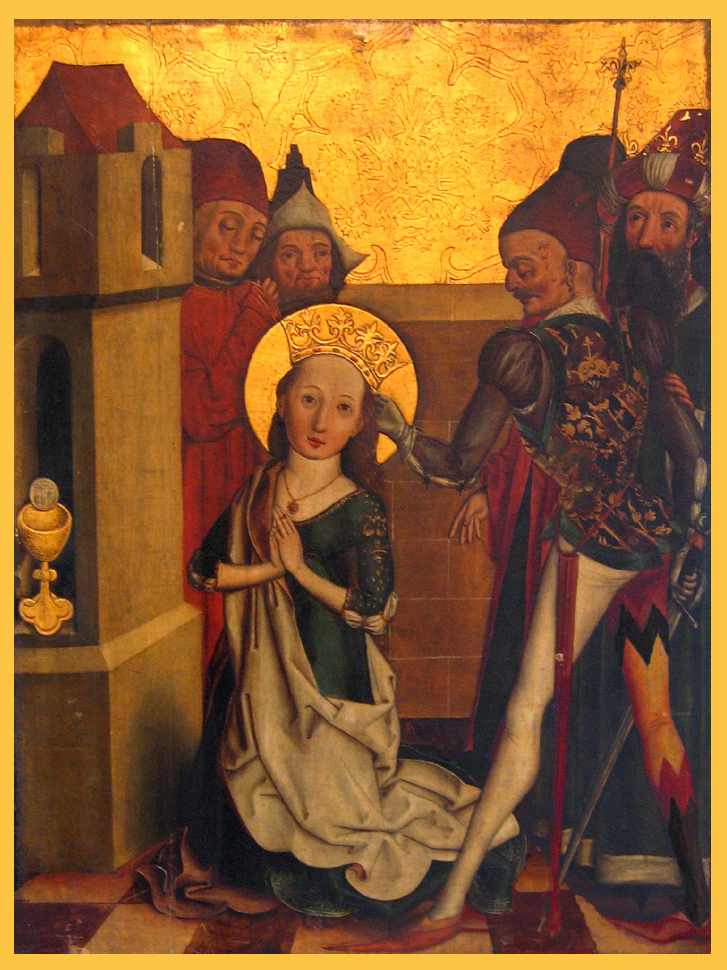
Martyre de sainte Barbe, élément de diptyque du XVIe siècle, musée Brukenthal (Roumanie).
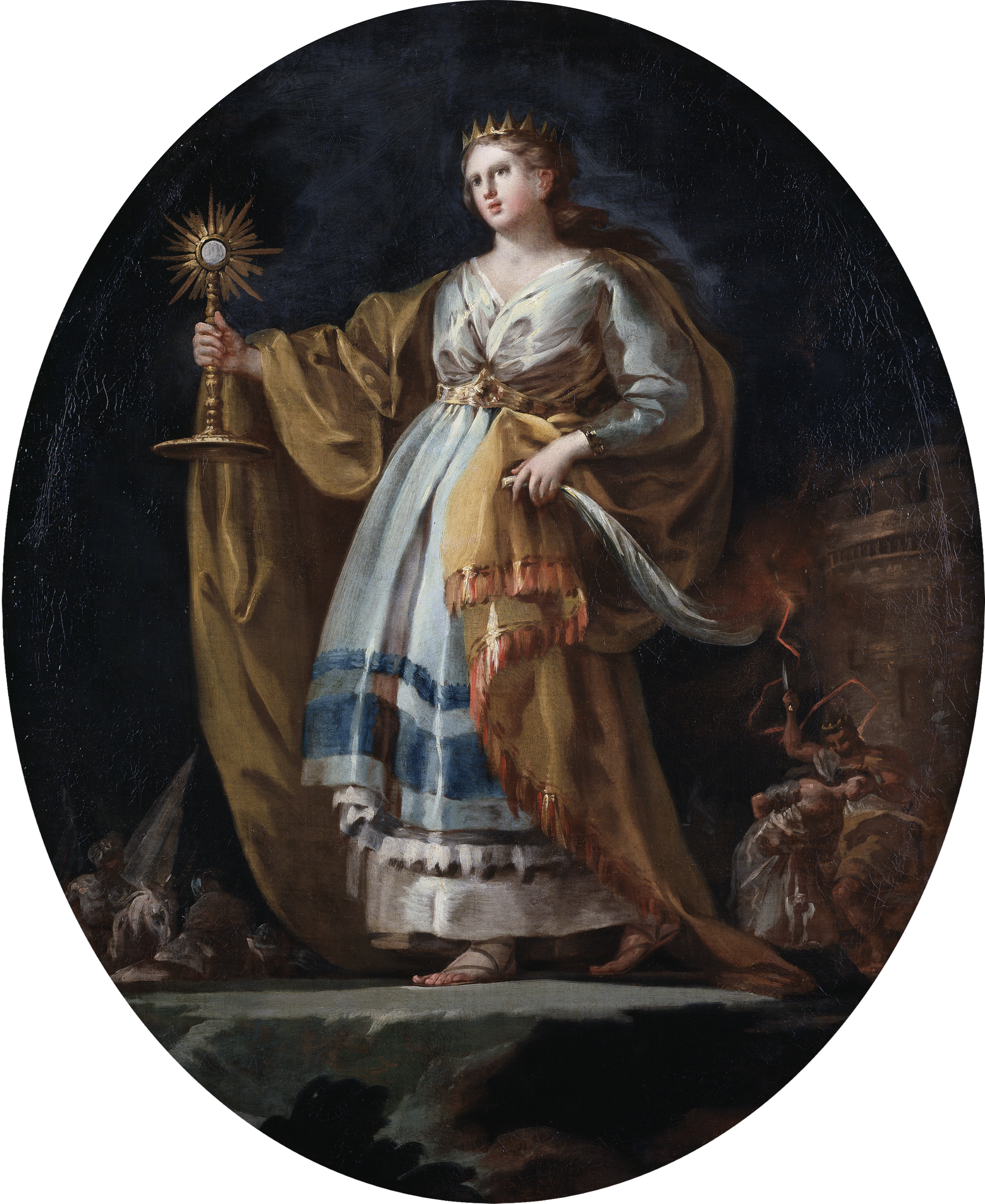
Sainte Barbe par Goya (1773)

#### Peintures murales
- L’église romane de Savigny (Manche) a été enrichie au XIVe siècle d’un cycle de sainte Barbe sous forme de peintures murales occupant le plein des arcades du XIIe siècle.
- L'histoire de sainte Barbe est peinte dans une des lunettes de la salle des saints des appartements Borgia, au Vatican. Cette fresque est de Pinturicchio (XVe siècle).
- L'église Sainte-Catherine de Forêt-Village (commune de Trooz en Belgique) est ornée de peintures à la détrempe racontant le martyre de sainte Barbe (1540-1560 – école du Condroz).

### Sculptures
Les statues de sainte Barbe sont nombreuses dans les églises et les chapelles :
- statue de sainte Barbe dans l'église Saint-Pierre de Plouyé (Finistère) ;
- Sainte Barbe de l'église Saint-Roch de Paris ;
- Sainte Barbe, œuvre en pierre datée du XVIe siècle, chapelle nord de l’église Notre-Dame de Savigny (Manche) ;
- statue de la sainte dans l'église de Pruillé-le-Chétif (Sarthe) datant du XVIIIe siècle ;
- statue de la sainte avec sa tour, église de Ploudiry (Finistère) ;
- statue de la sainte avec sa tour et tenant une palme, bois doré, 1re moitié du XVIIe siècle dans l'église Saint-Martin de Hermalle-sous-Huy ;
- statue en pierre polychrome avec sa tour, palme du martyre et tenant de l'autre main deux livres, XVIe siècle, première chapelle dite « chapelle Sainte-Barbe » en entrant par le portail occidental de l'église Saint-Jean-Baptiste de Chaource ;
- plusieurs sculptures dans les collections du musée des Beaux-Arts de Lyon, datant du XVIe siècle ;
- sculpture de la sainte avec sa tour dans le réfectoire baroque du Musée des Beaux-Arts de Lyon.
- statue de sainte Barbe en plâtre dans l'église Notre-Dame et Saint-Étienne de Romorantin-Lanthenay avec sa tour et tenant une palme

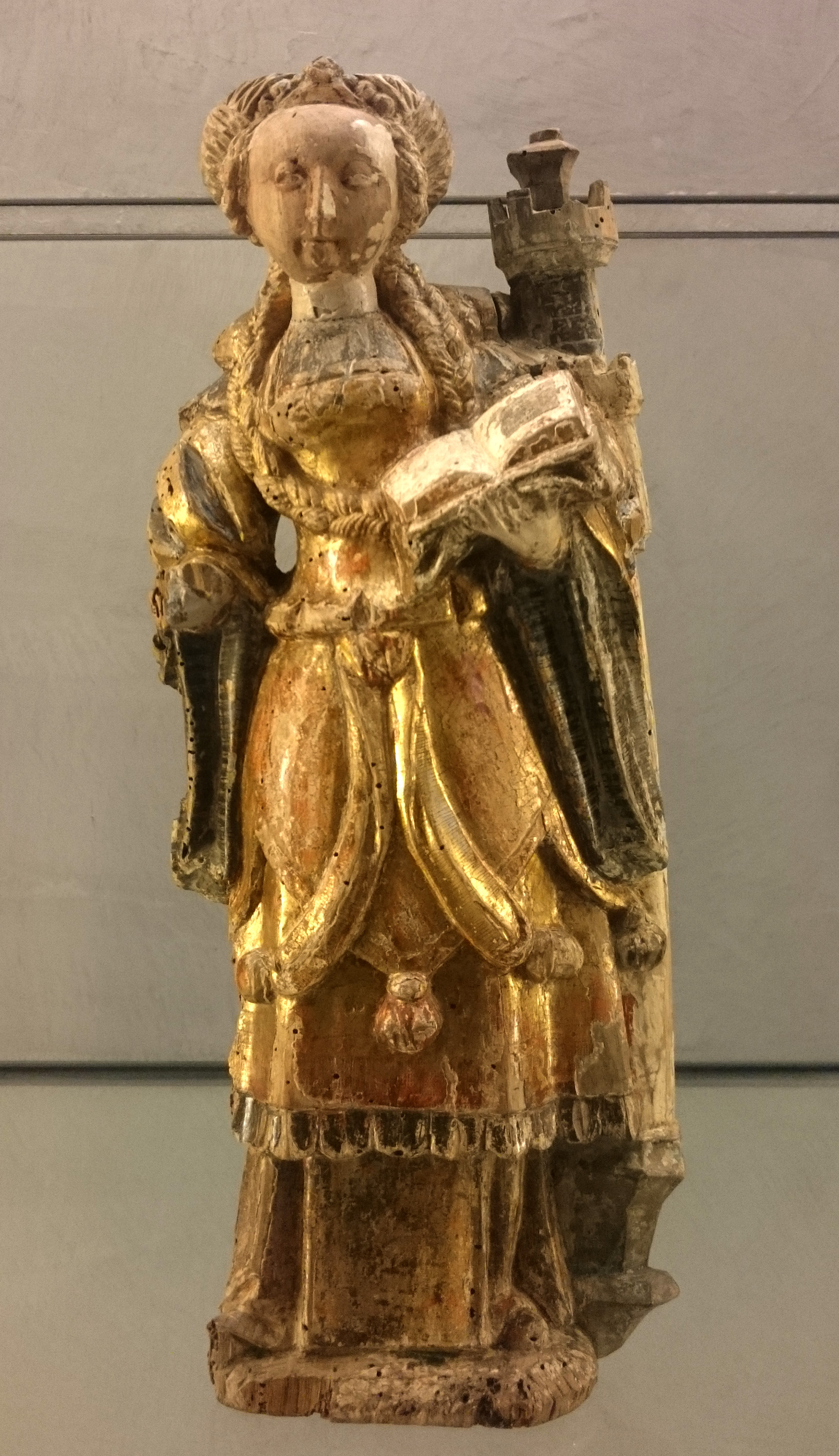
Sainte Barbe, Malines, début XVIe siècle, bois de chêne, musée des Beaux-Arts de Lyon.
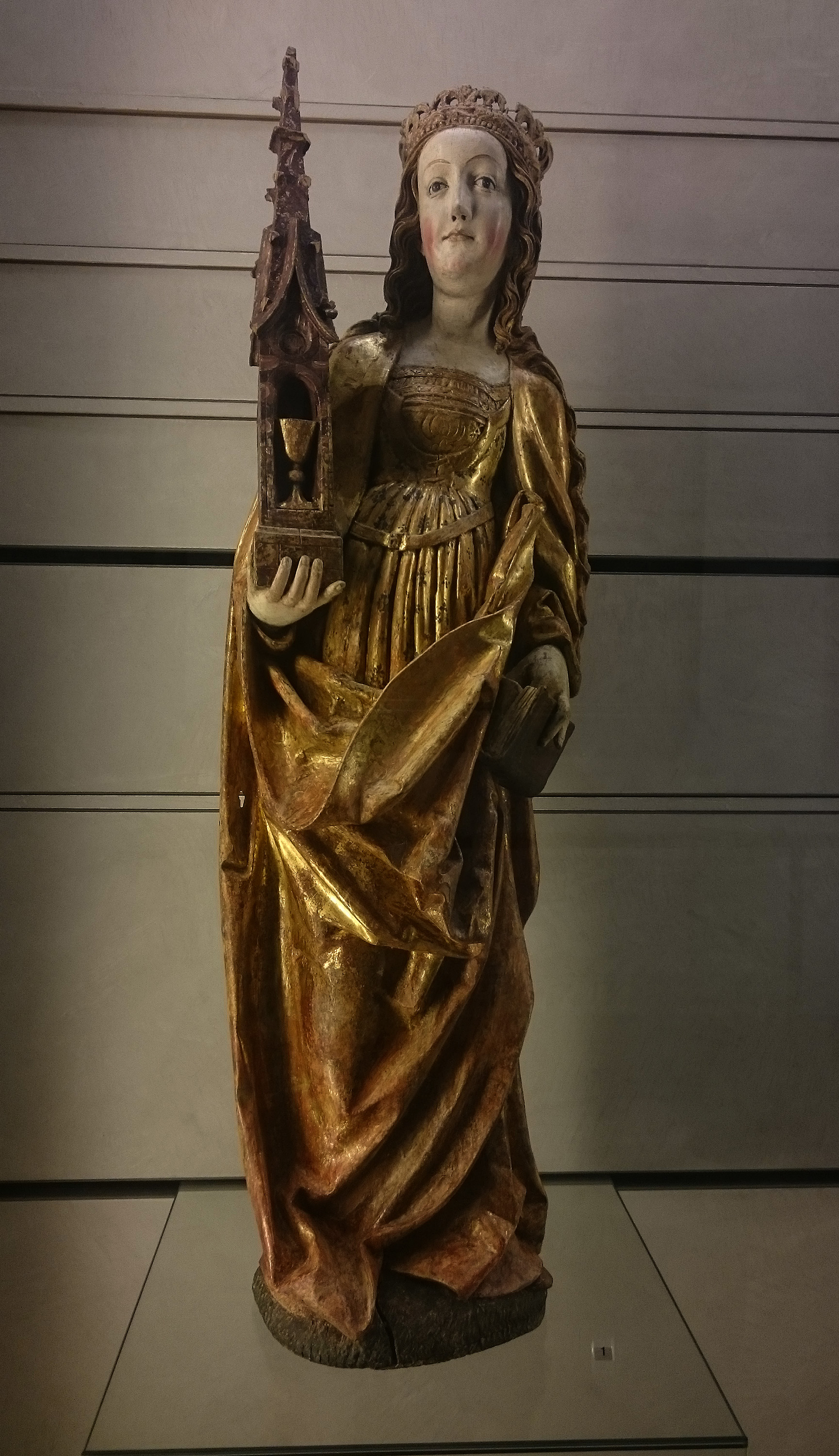
Sainte Barbe, Allemagne du Sud, vers 1520, bois de tilleul, musée des Beaux-Arts de Lyon.
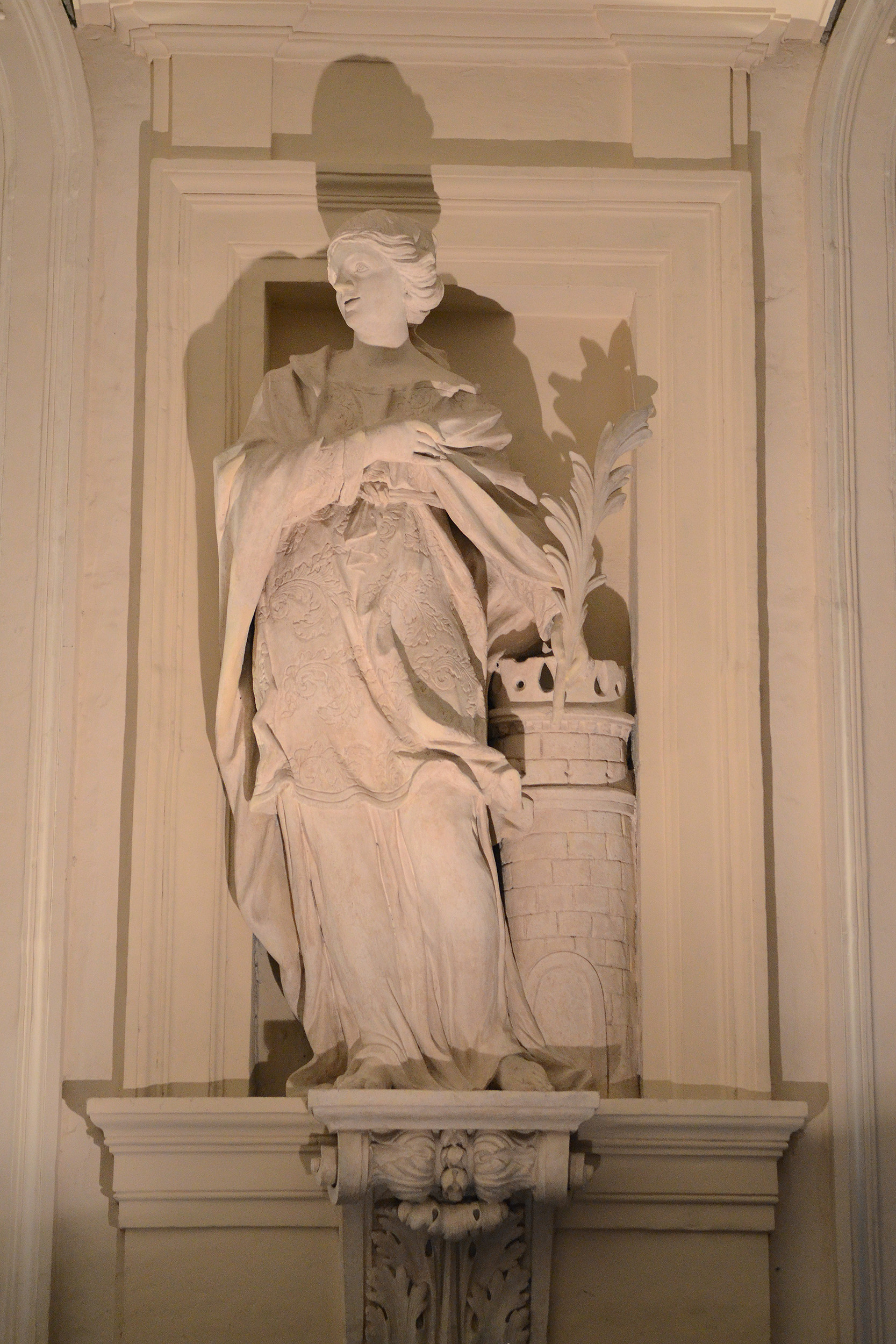
Sculpture de sainte Barbe dans le réfectoire baroque du musée des Beaux-Arts de Lyon.
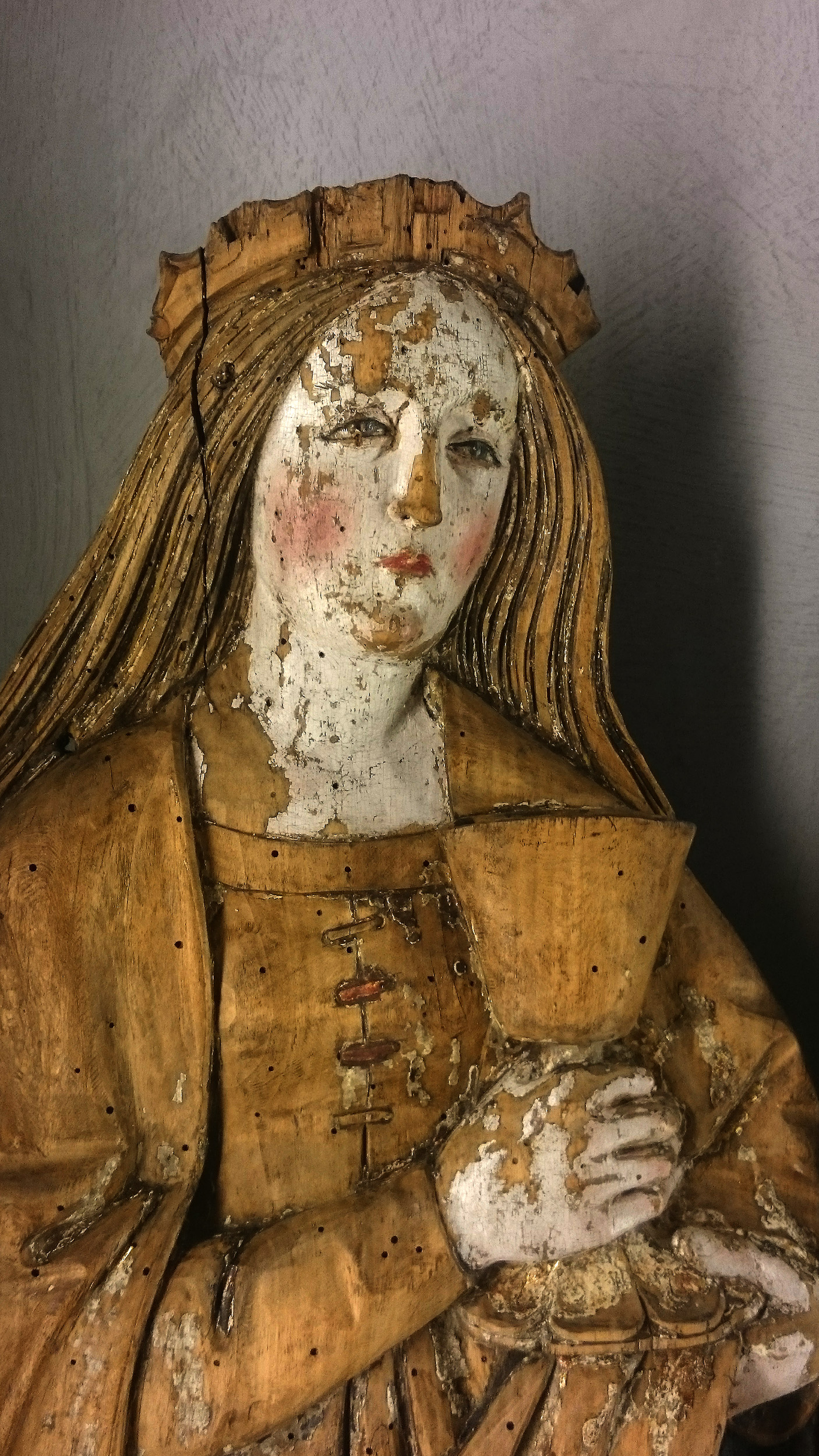
Sainte Barbe, Souabe, début XVIe siècle, bois de tilleul, musée des Beaux-Arts de Lyon.
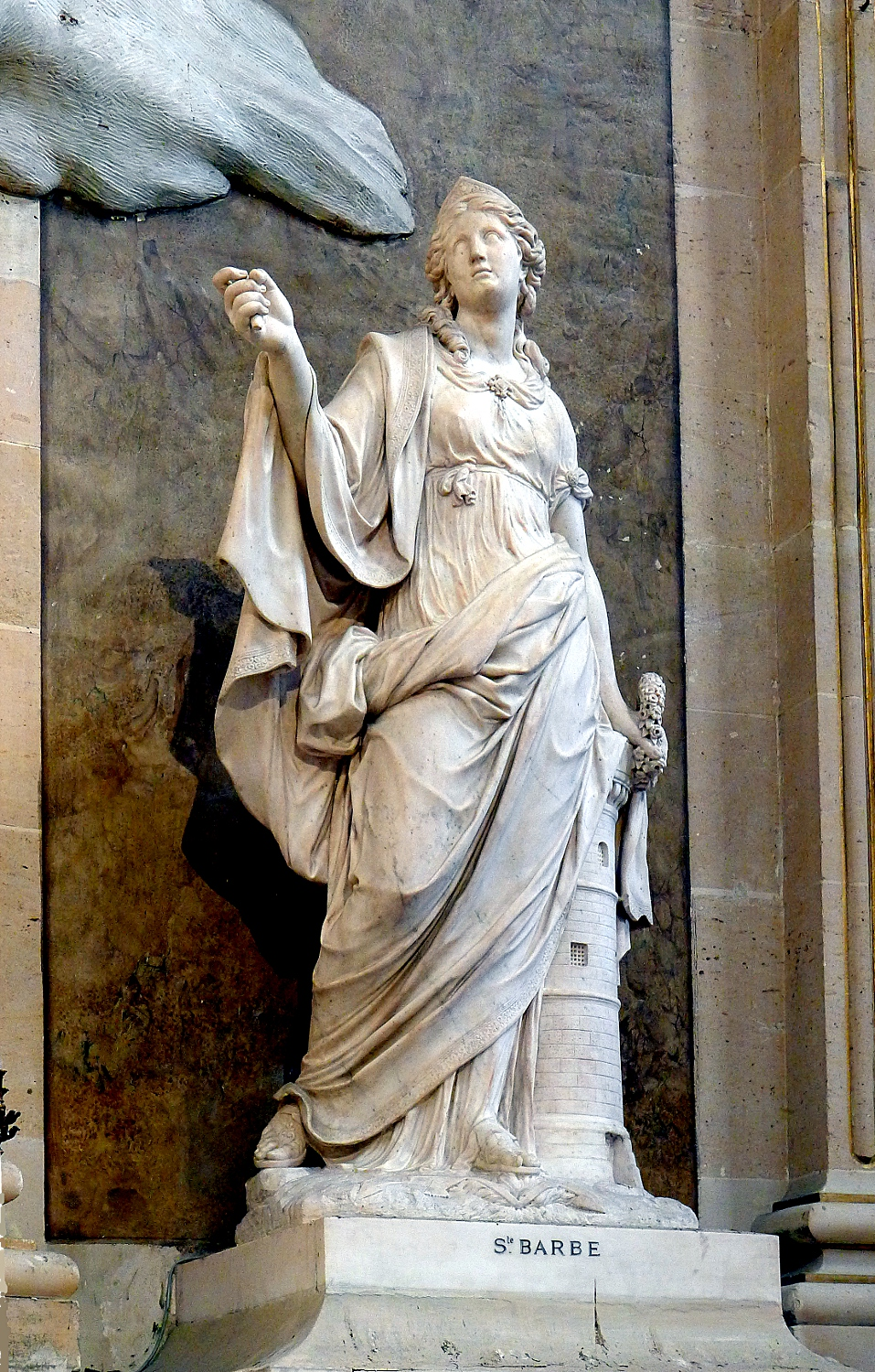
Sainte Barbe, église Saint-Roch de Paris.
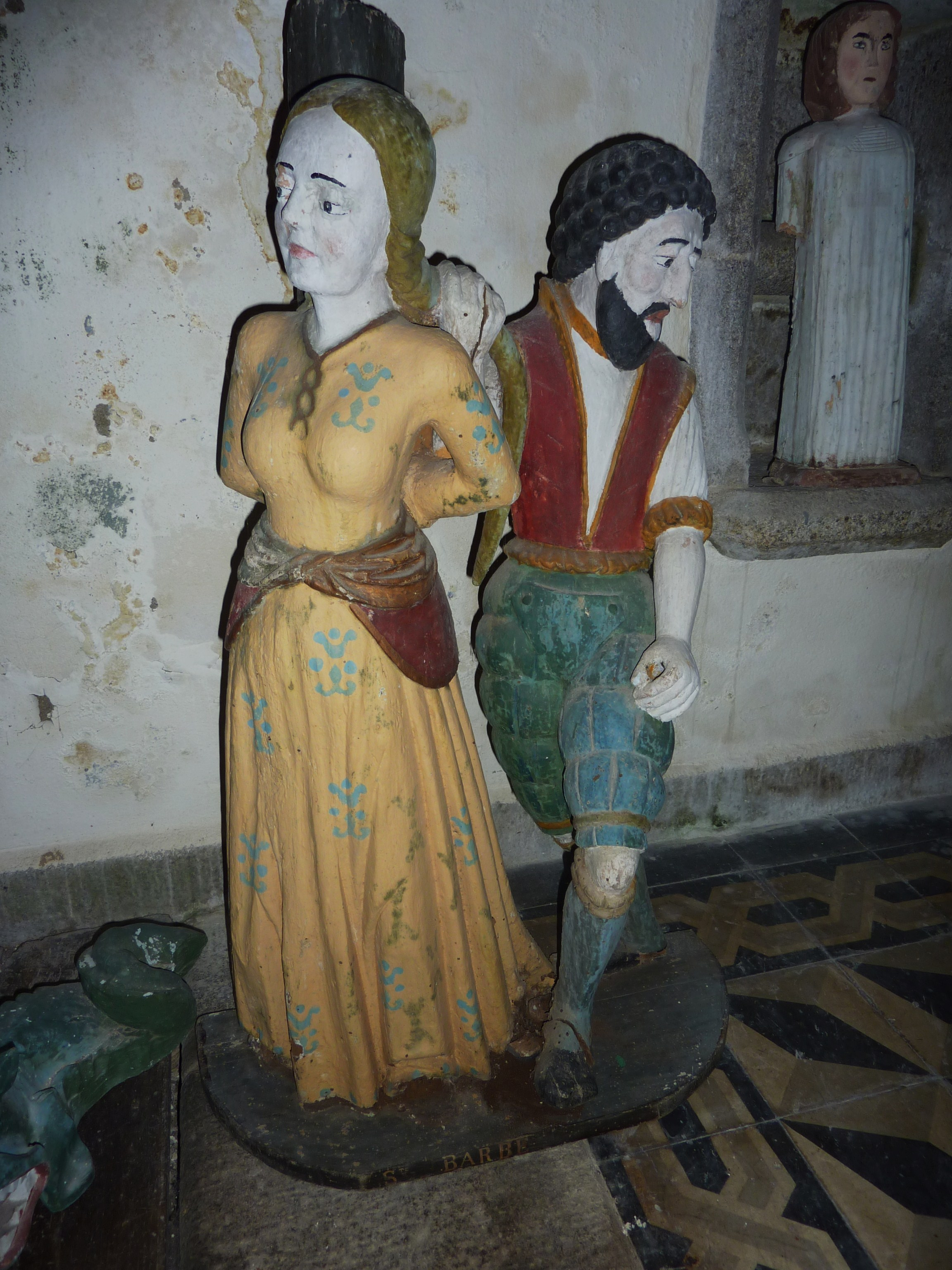
Sainte Barbe dans l'église Saint-Pierre de Plouyé.
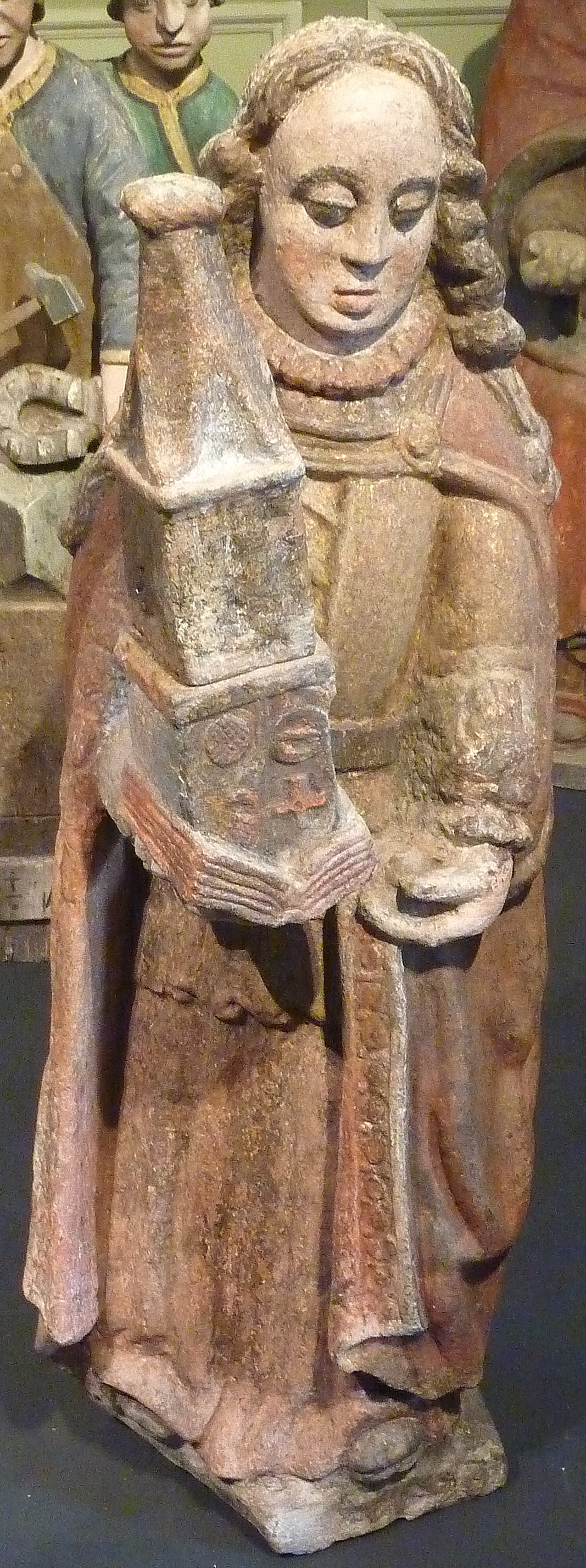
Statue de sainte Barbe (bois polychrome, XVIe siècle, Lopérec.
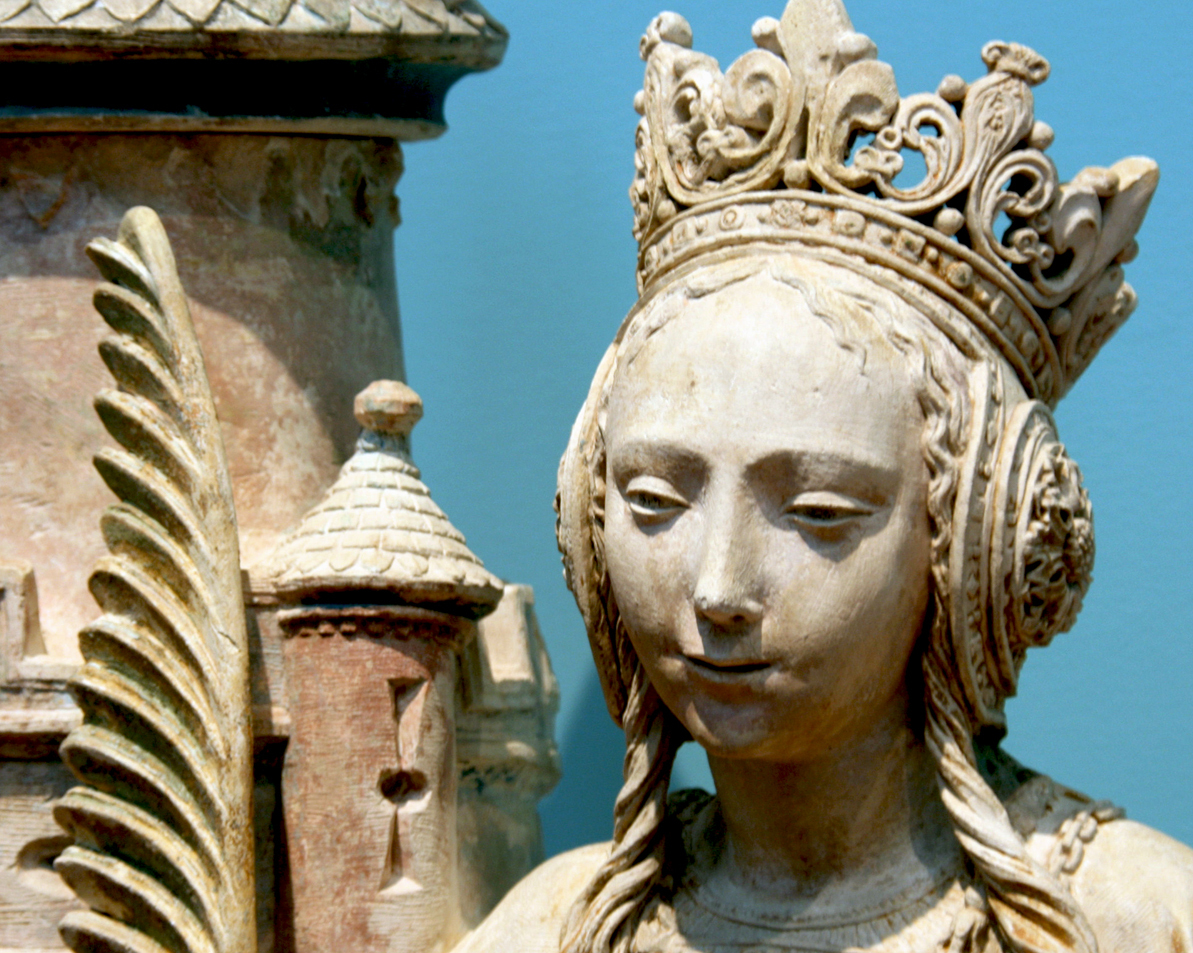
Sainte Barbe, calcaire polychrome, Villeloup (Aube) vers 1520-1530.
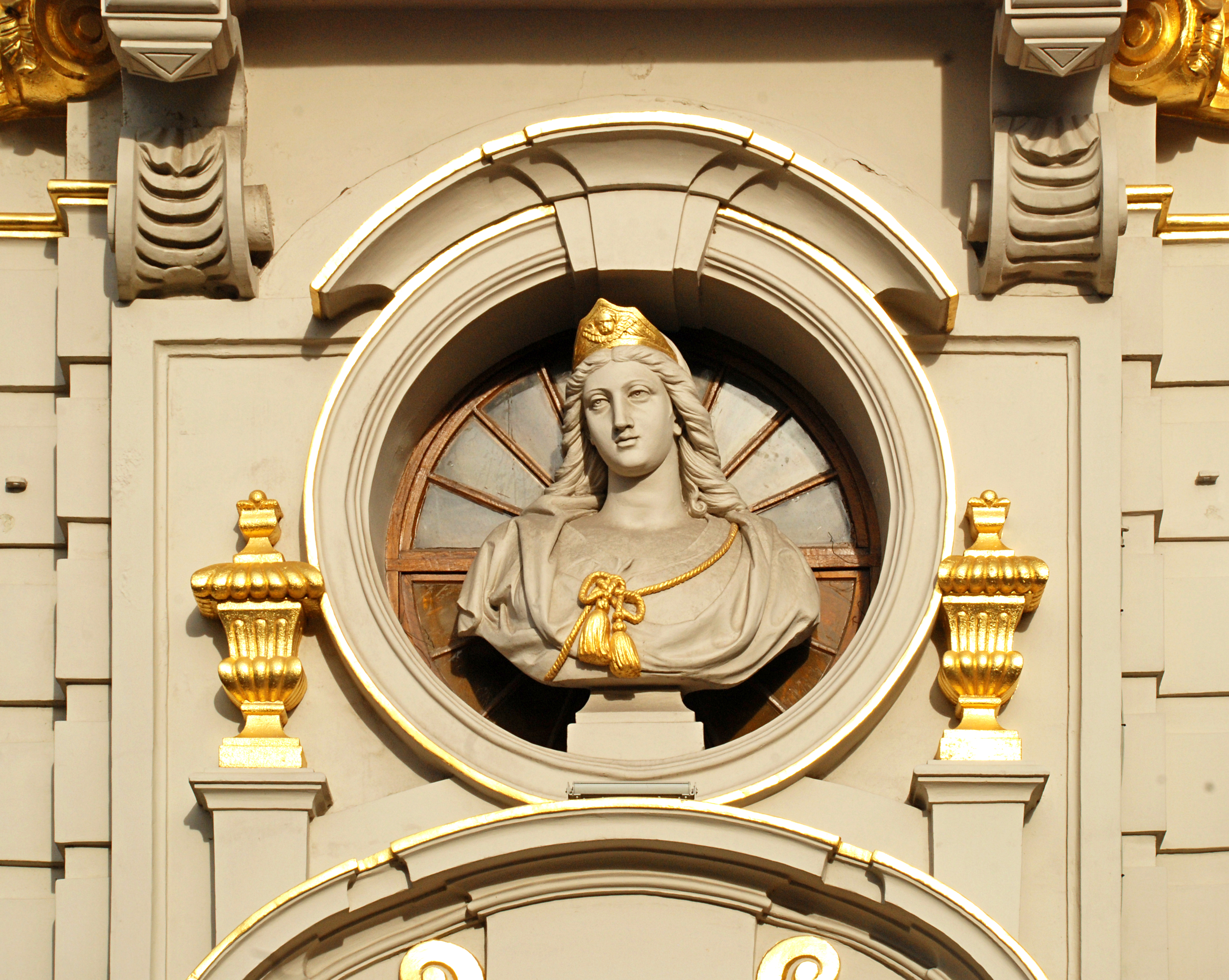
Buste de sainte Barbe sur la façade de la Maison de la Chaloupe d'Or sur la Grand-Place de Bruxelles (Godefroid Van den Kerckhove, 1872).
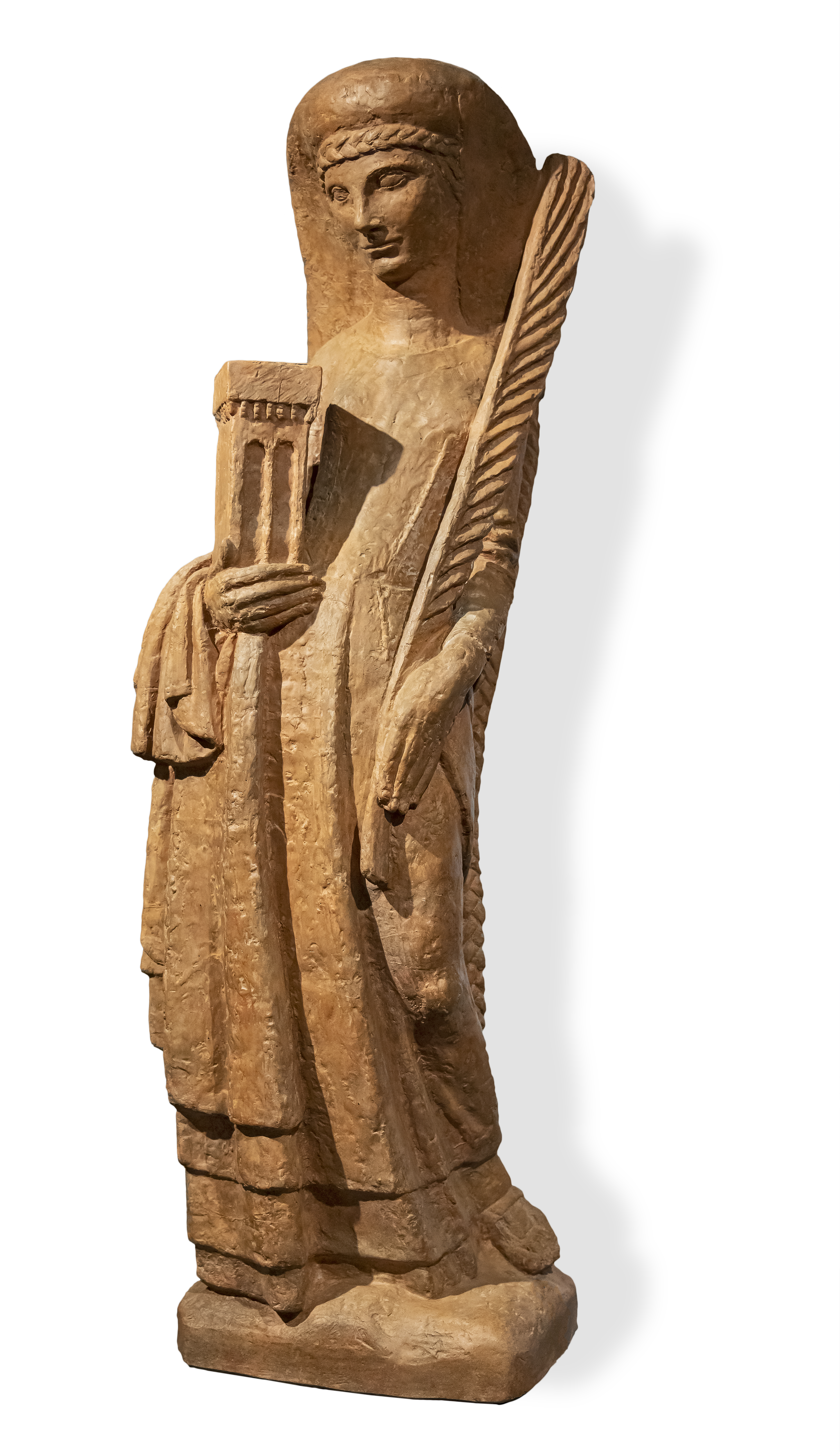
Saint Barbe par Bourdelle, 1916
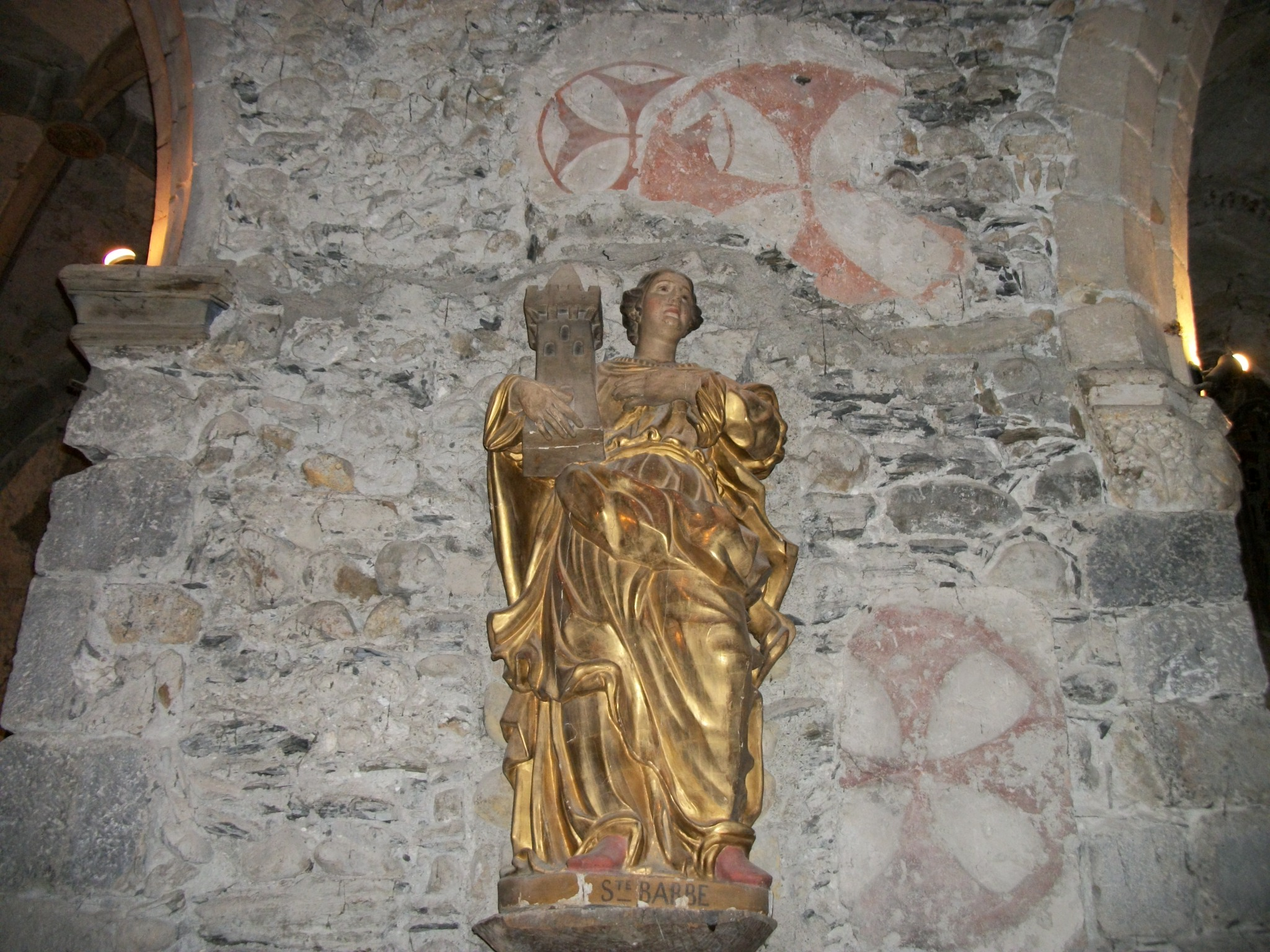
Sainte Barbe. Statue sculptée en bois et dorée (Environ  deux mètres de hauteur). Église Saint-Jean-Baptiste de Montréjeau
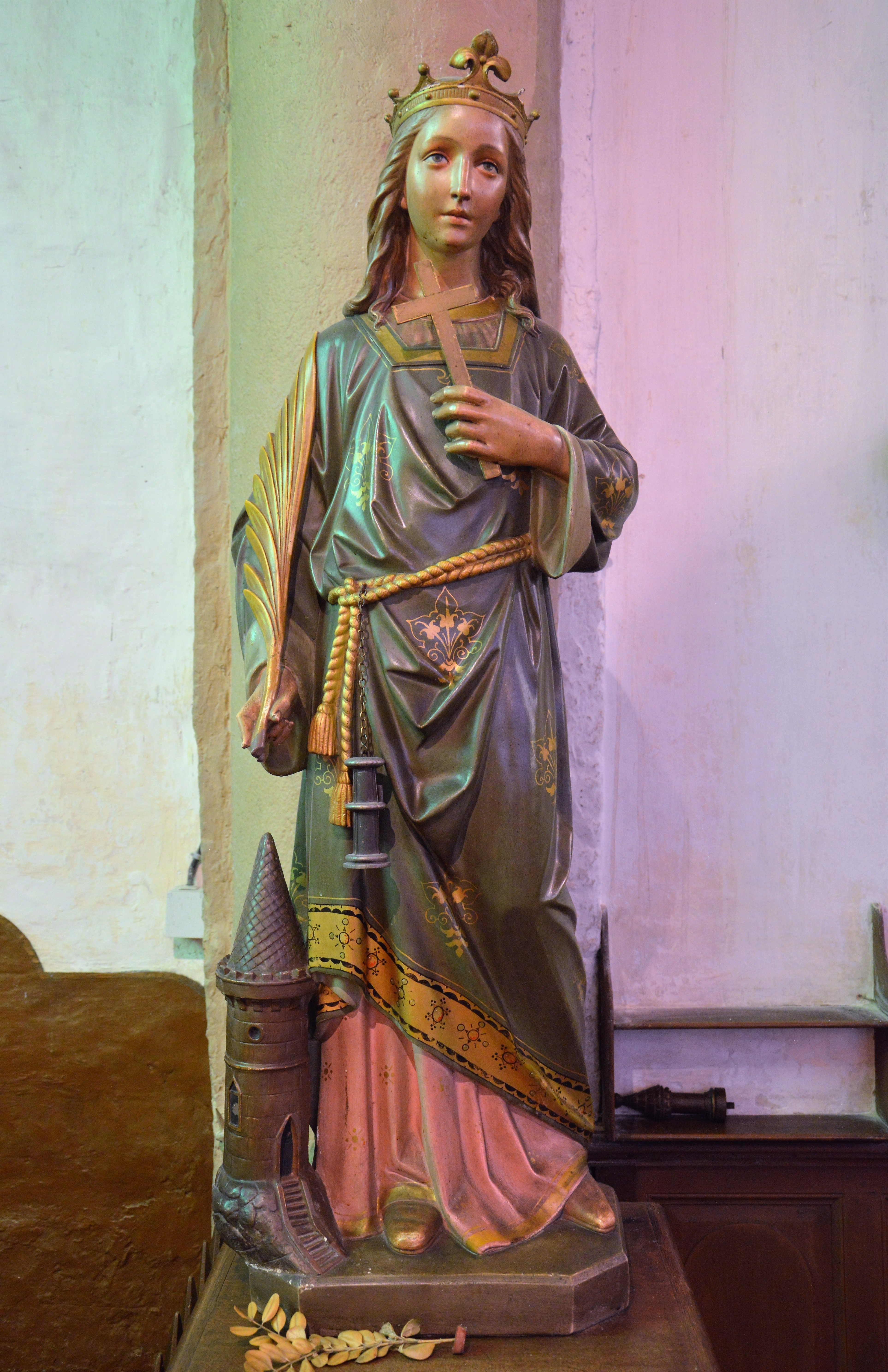
Sainte Barbe, plâtre, fin XIXe siècle. Notez la lampe de mineur à sa ceinture. Église Saint-Omer d'Houchin
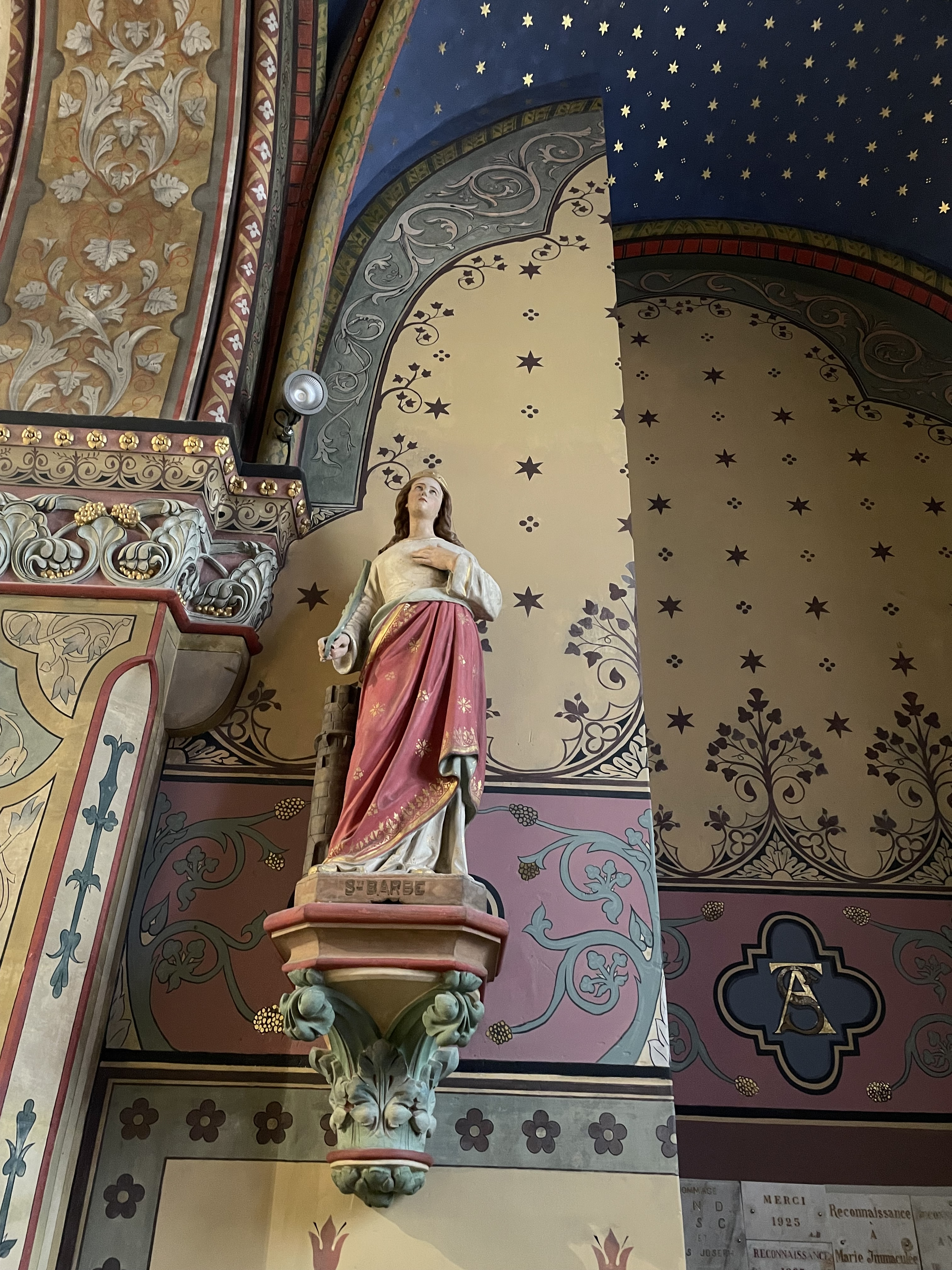
Statue sulpicienne de sainte Barbe en plâtre (XIXe siècle), avec sa palme du martyre et la tour, église Saint-Étienne à Romorantin, Loir et Cher, France.

### Vitraux
- Une verrière de sainte Barbe est située dans la basilique de Saint-Quentin (Aisne). Exceptionnelle par sa taille de plus de 9 mètres et par sa constitution en un seul tenant, elle est attribuée à Mathieu Bléville (de), peintre-verrier de la Renaissance.
- Un grand vitrail résumant en trois tableaux la vie de sainte Barbe dans la chapelle du hameau Sainte-Barbe, à proximité de Plouharnel (Morbihan), par le peintre-verrier Gérard Milon.
- Un vitrail du XVIe siècle représente sainte Barbe dans la cathédrale Saint-Maclou de Pontoise (Val-d'Oise).
- Un grand vitrail situé dans le chœur de l'église Saint-Nicolas de L'Hôpital à L'Hôpital (Moselle) est dédié à sainte Barbe, patronne des mineurs. Il date de 1872 et a été restauré en 1949. C'est le seul vitrail du bassin houiller lorrain dédié à sainte Barbe.

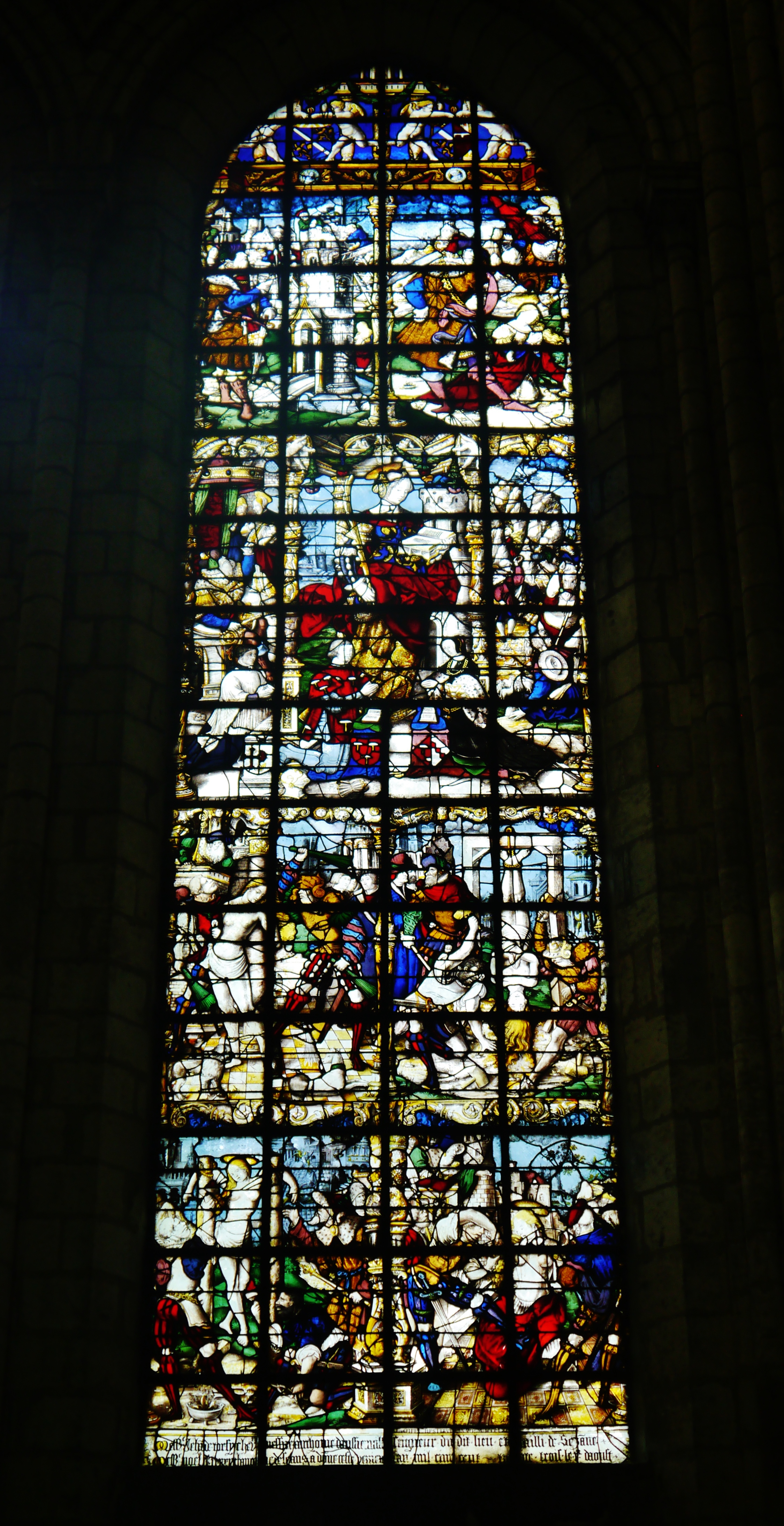
Vie et martyre de sainte Barbe, Mathieu Bléville, 1533, basilique de Saint-Quentin.
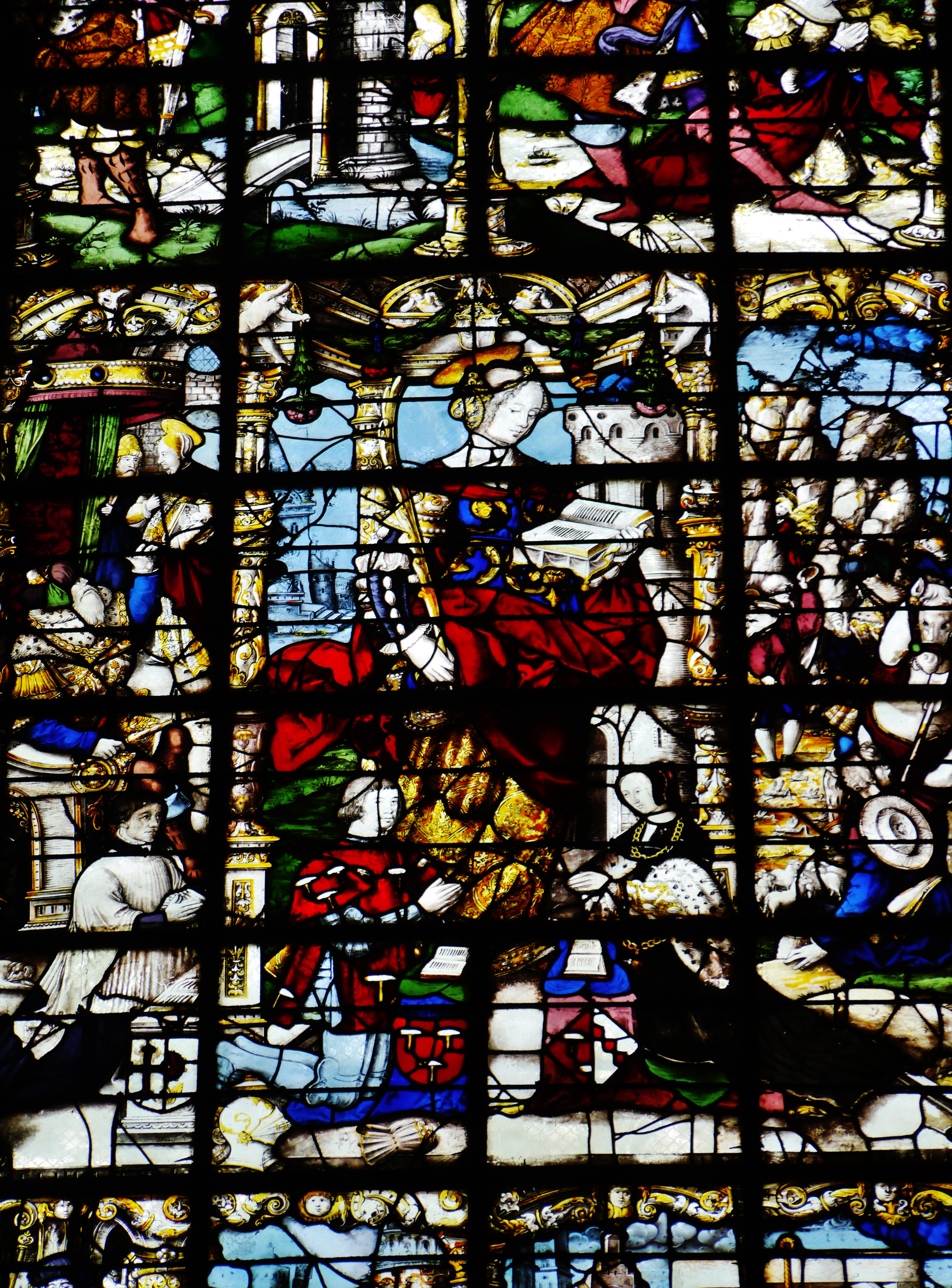
Partie médiane de la verrière de Saint-Quentin.
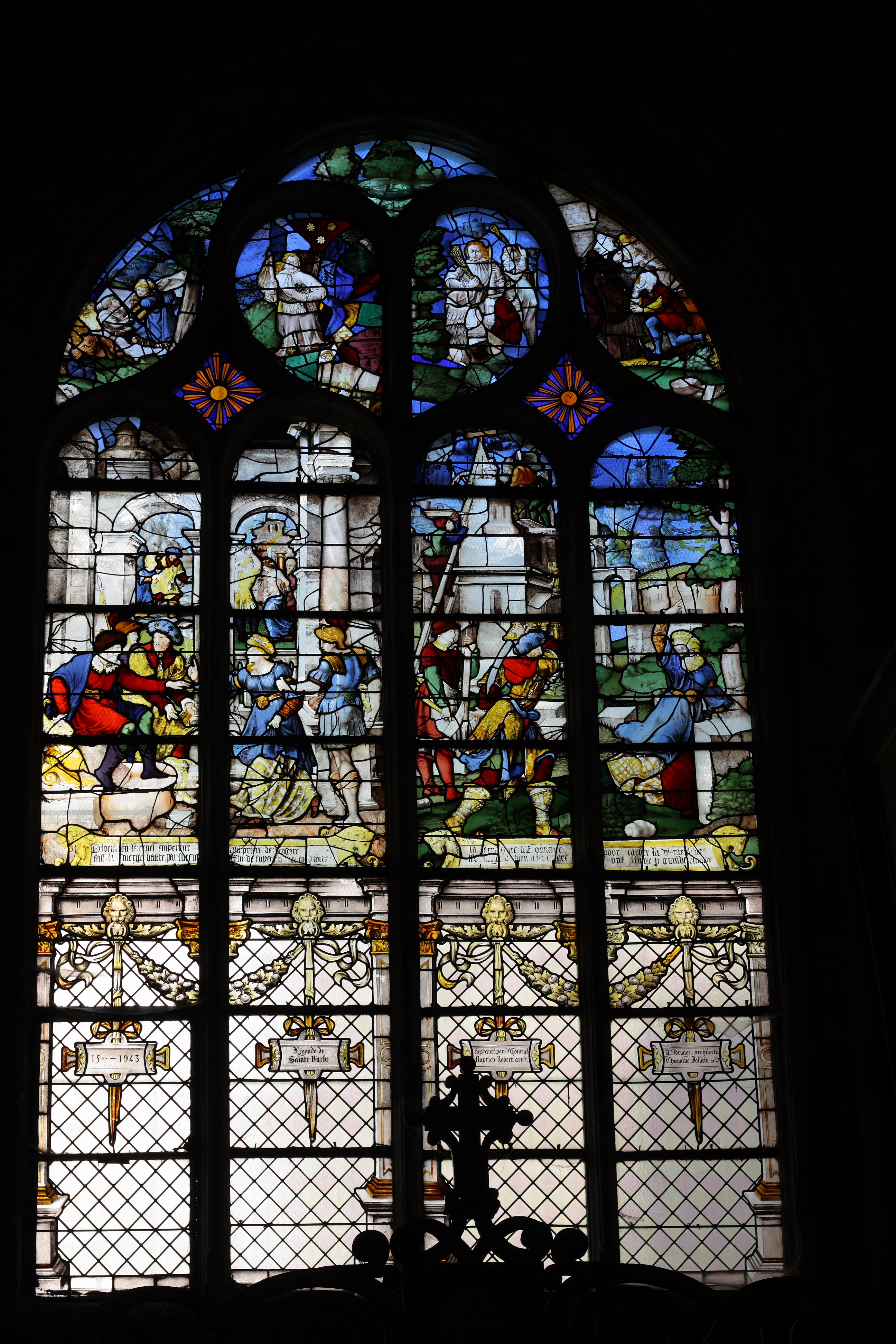
Martyre de sainte Barbe, XVIe siècle, cathédrale Saint-Maclou de Pontoise.
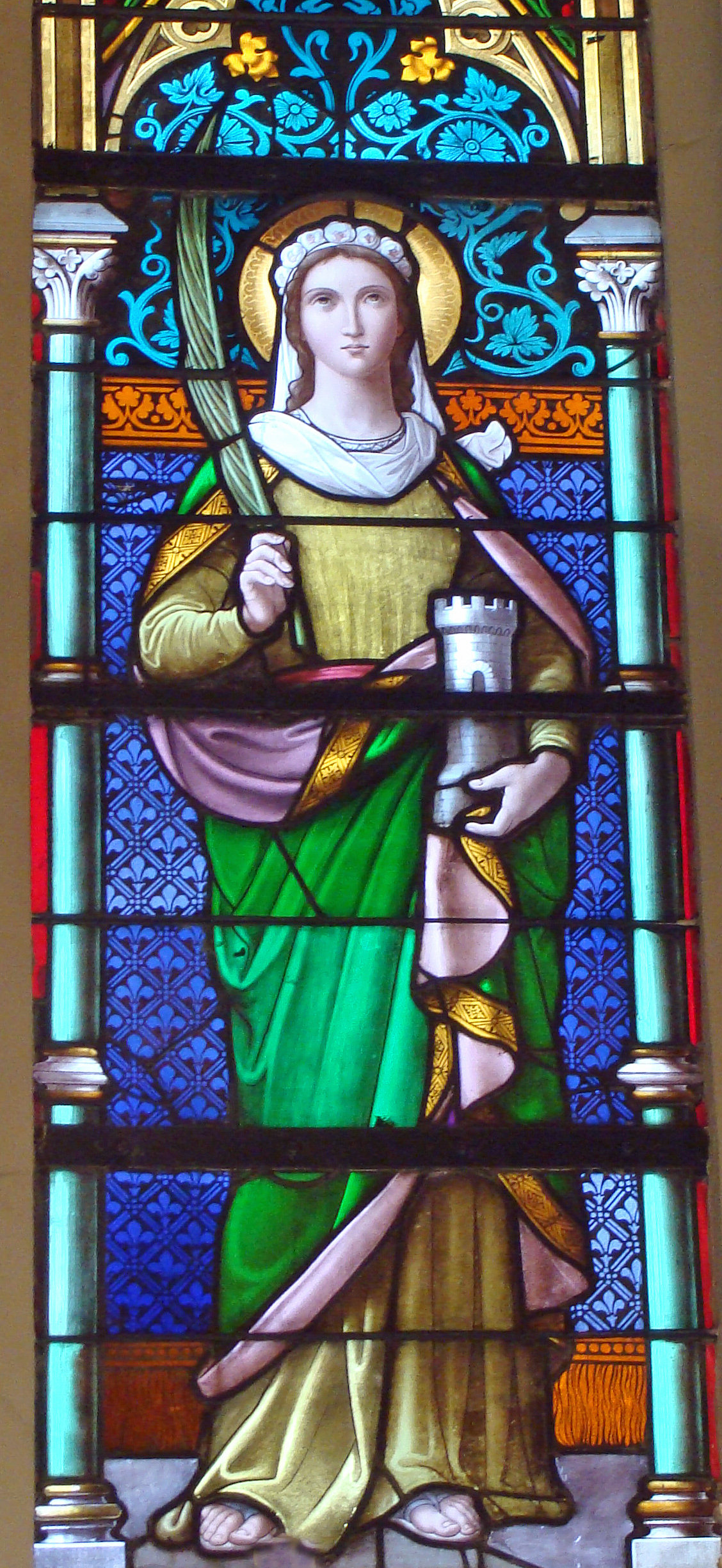
Sainte Barbe, 1882, église Saint-Nicolas de L'Hôpital.

### Art contemporain
- Sainte Barbe figure parmi les 1 038 femmes référencées dans l'œuvre d’art contemporain The Dinner Party (1979) de Judy Chicago. Son nom y est associé à Hypatie[35],[36].

## Traditions liées à sainte Barbe
Le culte de sainte Barbe, dont la fête est le 4 décembre, se popularise à partir du XIIIe siècle en Occident. Cette sainte micrasiatique est particulièrement honorée en Normandie et en Bretagne et dans les bassins miniers.

### Patronage
La mort de son père, foudroyé juste après l'avoir exécutée, explique que la sainte est associée à la foudre, et par extension au feu et aux explosions. D'aucuns peuvent adresser leurs prières à sainte Barbe pour être protégés de la foudre, mais elle est aussi la patronne, le modèle et la protectrice des architectes, des géologues, des géomètres, des mathématiciens, des sapeur-pompiers, des mineurs (et par extension actuellement, des ingénieurs des Mines), carriers et ardoisiers, des artilleurs, des sapeurs, des canonniers, des artificiers, des salpêtriers, des chimistes, des ingénieurs de combat, des métallurgistes, des démineurs et autres corporations liées au feu, les pétroliers militaires, les foreurs et les personnels de l'industrie des turbines à gaz, les carillonneurs, les égoutiers. Sainte Barbe est aussi la patronne de l'École polytechnique et des écoles des Mines. Dans les Forces armées canadiennes, sainte Barbe, sous le nom de Santa Barbara, est la patronne du génie militaire et de l'artillerie. « Surnommée la sainte aux cent patronages, Barbe tient une place très particulière parmi eux ».
Pie XII la déclare patronne de la marine italienne de combat par un bref du 4 décembre 1951.
En particulier, le fort patronage que lui attribuaient les mineurs de fond s’est progressivement transmis aux ouvriers et ingénieurs des travaux souterrains (tunnels, cavernes, etc.) avec la disparition progressive de l’industrie minière occidentale. De nos jours, une sainte Barbe trône toujours à l’entrée des tunnels en construction pour protéger les ouvriers-mineurs des accidents de chantier. Dans le tunnel de Cointe à Liège (Belgique), lors de la finition des travaux, a été aménagée une potale en métal vitrée abritant la statue de la sainte qui était censée protéger les ouvriers durant le chantier,.

### Traditions nationales ou régionales

#### Provence (France)
Il est de coutume en Provence, le 4 décembre, de mettre des grains de blé qu'on appelle de ce fait « blé de la Sainte-Barbe » dans trois coupelles dont on humecte le fond. Les grains germent et, à force d'arrosage, les pousses croissent jusqu'à la veille de Noël.

#### Asturies (Espagne)
Sainte Barbe (Santa Barbara) est la sainte patronne des mineurs de charbon des Asturies. Une chanson lui est dédiée, connue également sous le titre : « En el Pozo Maria Luisa ». Chanson de lutte syndicale, elle fut longtemps chantée par les opposants au régime du général Franco et demeure aujourd'hui une pièce maîtresse du chansonnier anarcho-syndicaliste asturien tout en étant devenue plus généralement un hymne des districts miniers des Asturies.

#### Europe centrale
Le 4 décembre, de la vallée du Rhin (Alsace incluse) jusqu'à la mer Noire en passant par l'Allemagne du Sud, dans l'ancienne monarchie austro-hongroise et les principautés danubiennes, on coupait des branches d’arbres fruitiers (en particulier le cerisier) qui étaient placées dans un vase rempli d’eau. À partir de là, il fallait quotidiennement couper un petit bout du pied de la tige et renouveler l’eau. Si on observe bien ces recommandations, les branches fleurissent vers Noël et une belle floraison est signe d’abondance.

#### Sicile (Italie)
La fête de Santa Barbara est la principale fête religieuse de Paternò (province de Catane), dont Barbe est la patronne. Elle a lieu chaque année les 3, 4, 5 et 11 décembre, et les 27 mai et 27 juillet. Le 4 décembre est la date du martyre de la sainte, le 27 mai celle de la fête du patronage de Santa Barbara, au cours de laquelle est rappelé le miracle de l'arrêt de l'éruption de l'Etna en 1780, et les festivités du 27 juillet commémorent la translation des reliques de la sainte à Paternò en 1576. La fête de Santa Barbara est l'une des plus belles fêtes catholiques d'Italie.

#### Cuba
Sainte Barbe est assimilée à Shangô dans la Santeria cubaine.

#### Liban
Le 4 décembre, au Liban (même si l'Héliopolis de la légende grecque est située en Asie Mineure, du côté d' Euchaïte et n'a donc rien à voir avec l'Héliopolis-Baalbek libanaise), on commémore la fuite de sainte Barbe (appelée Barbara) de la tour où elle était emprisonnée. D'après la croyance locale, sa fuite n’aurait guère réussi sans l’aide de ses amies qui lui donnèrent l’idée de se déguiser. D'où la tradition libanaise qui veut que la veille de la fête de la Sainte-Barbe, soit le 3 décembre, les enfants se déguisent avec toutes sortes de costumes et de masques et vont cogner aux portes du voisinage.

### Traditions corporatistes

#### Artillerie

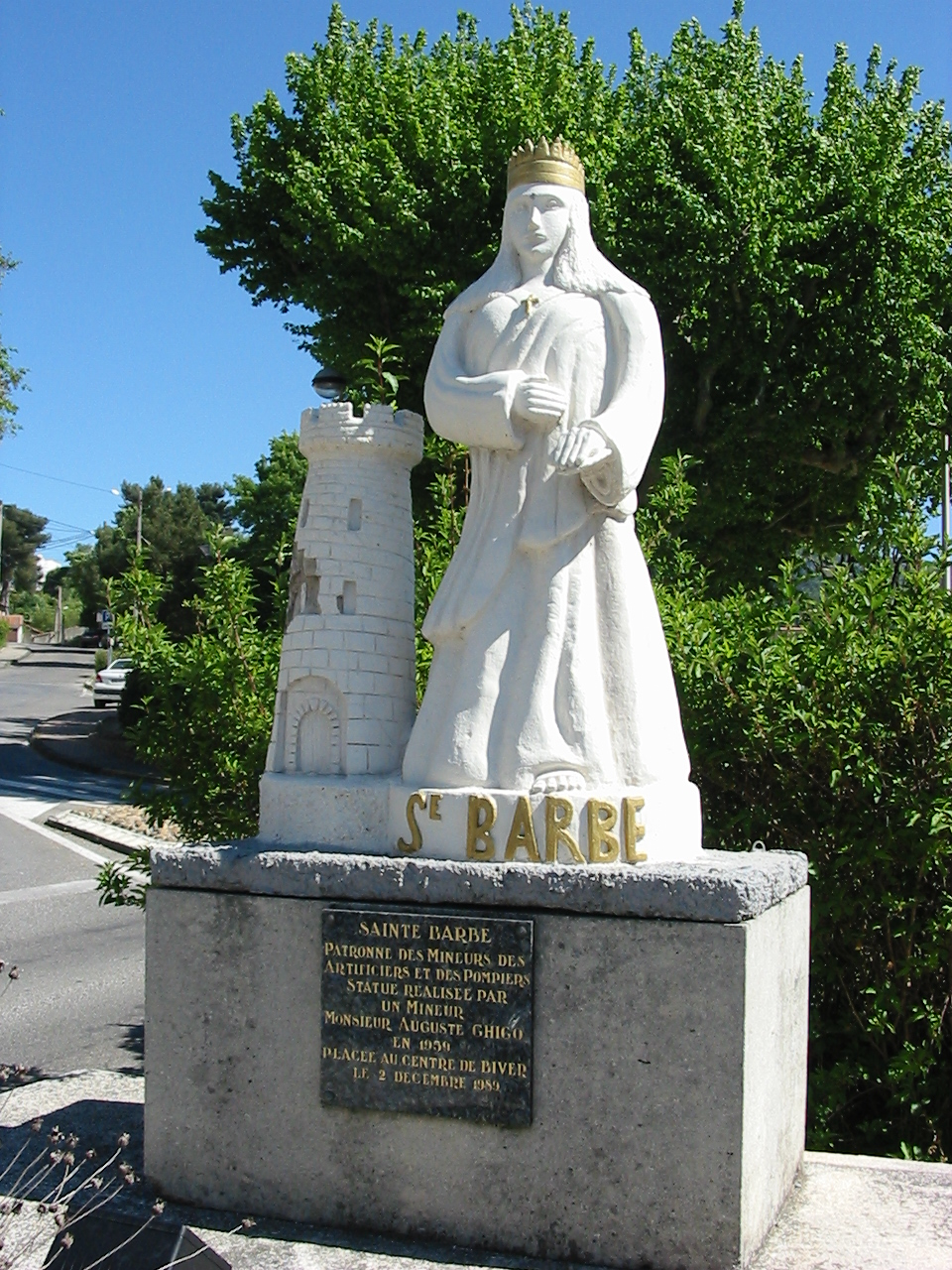
Représentation naïve à Biver (Bouches-du-Rhône).

Sainte Barbe est la patronne des artilleurs. Elle est fêtée dans les écoles d'artillerie et dans les garnisons. La devise des artilleurs est Et par sainte Barbe, vive la bombarde !.

#### Marine
Contrairement à une idée reçue, la sainte-barbe, dans un vaisseau, n'est pas la soute aux munitions ou la réserve de poudre à canon, mais l'emplacement (bien distinct de ladite soute) qui contient les ustensiles d'artillerie. Sainte Barbe étant la patronne des artilleurs, il était naturel, pour placer ce lieu sous sa garde, de le nommer d'après elle, d'autant que la présence d'une image ou statuette de la sainte, à fonction à la fois dévotionnelle et apotropaïque, devait souvent matérialiser cette protection. 

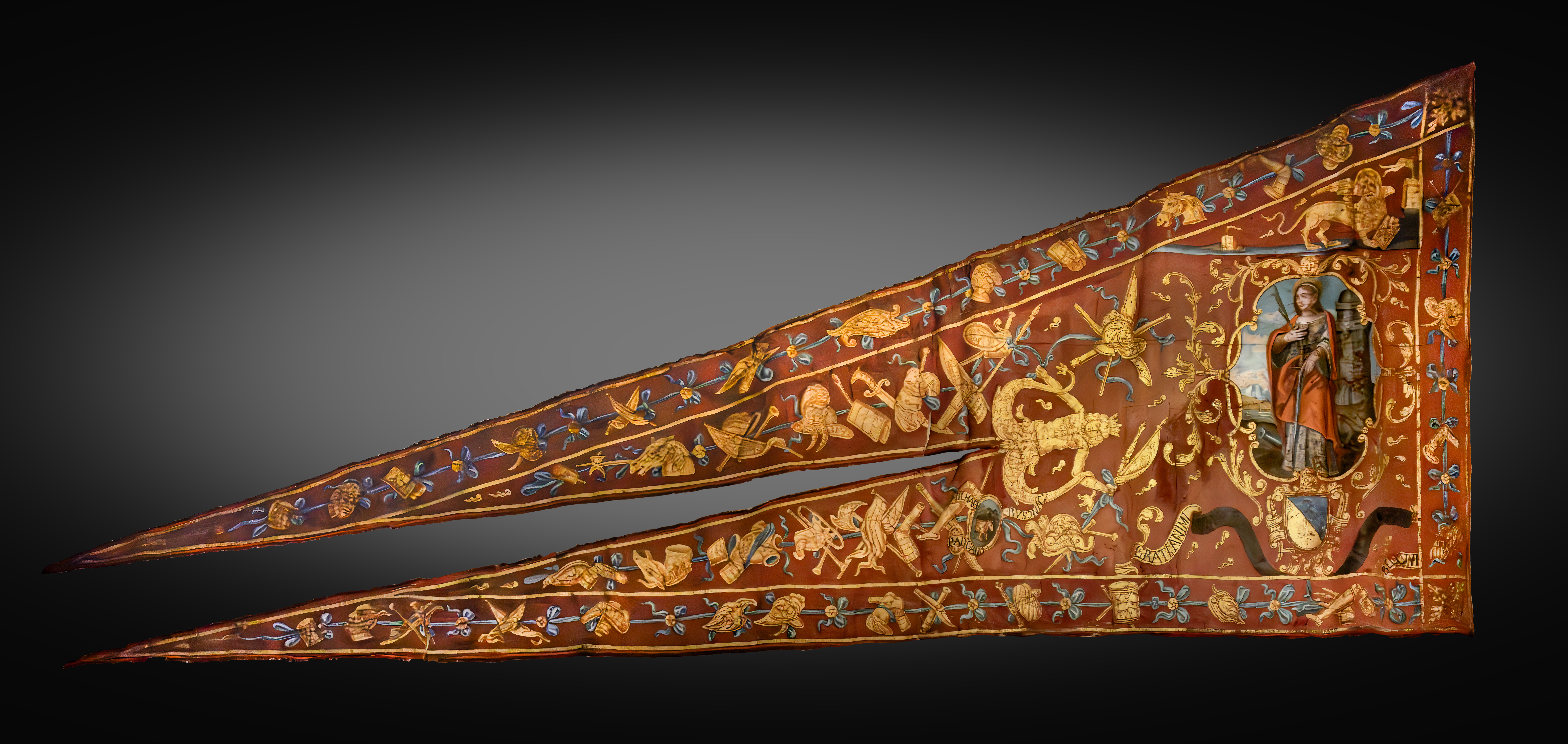
Étendard naval de la marine vénitienne du XVIIe siècle avec Sainte Barbe, Musée Correr.

#### Mineurs

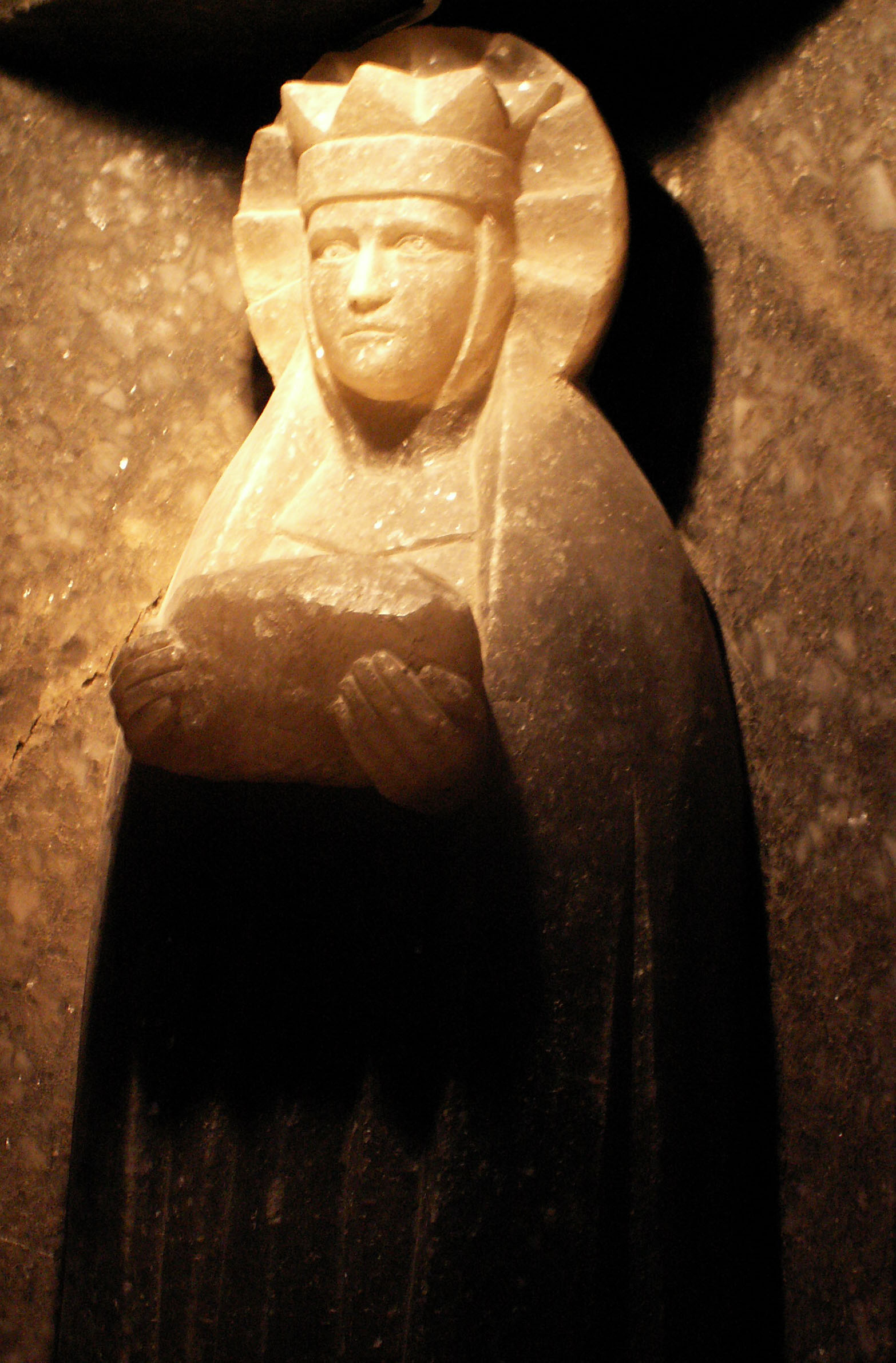
À l’entrée d’une mine de sel, à Wieliczka (Pologne).

Une statue de sainte Barbe était fréquemment présente dans les galeries des mines. Célébrée dans les bassins miniers de Lorraine où sont organisés défilés, messes solennelles et repas festifs, la fête de la Sainte-Barbe est également l'occasion, pour les élèves-ingénieurs des écoles de l'IMT comme Mines Paris Tech ou Mines Albi, de rendre hommage à leur sainte patronne. Au sein de l'École des Mines de Saint-Étienne, les élèves-ingénieurs consacrent une attention particulière à cette célébration : la journée se distingue par des défilés mettant en avant l'héritage minier emblématique de la région, ainsi qu'un spectacle pyrotechnique au puits Couriot, traditionnellement accompagné d'un banquet festif.

#### Sapeurs-pompiers
Au sein des corps de sapeurs-pompiers, la fête de la Sainte-Barbe est souvent associée à un défilé et à un repas ou un bal dans de nombreuses villes de France. Cette fête traditionnelle se réfère à la sainte réputée protectrice des sapeurs-pompiers. À noter que dans d'autres pays, en particulier en Allemagne et en Autriche, c'est Florian de Lorch qui est fêté par les pompiers le 4 mai.

## Lieux et monuments nommés d'après sainte Barbe
- Église Sainte-Barbe
- Chapelle Sainte-Barbe

### Autriche
- Chapelle Sainte-Barbe de Zogelsdorf située entre les villages de Zogelsdorf et Kühnring, dans la commune de Burgschleinitz-Kühnring, en Basse-Autriche.

### Belgique
- L'église Sainte-Barbe de la cité minière du Bois-du-Luc à Houdeng-Aimeries (Hainaut).
- L'église orthodoxe Sainte-Barbe à Liège.
- L’église orthodoxe Sainte-Barbara à Châtelineau
- Au début du tunnel de Cointe, dans le sens vers Bruxelles[49].
- L'ordre académique de Sainte Barbe (ASBO) à Louvain-la-neuve.

### Canada
- Le bourg de Sainte-Barbe au Québec.

### Égypte
- L'église Sitt-Barbara du Vieux-Caire.

### États-Unis
- La ville de Santa Barbara en Californie qui donna son nom au feuilleton télévisé Santa Barbara.

### France

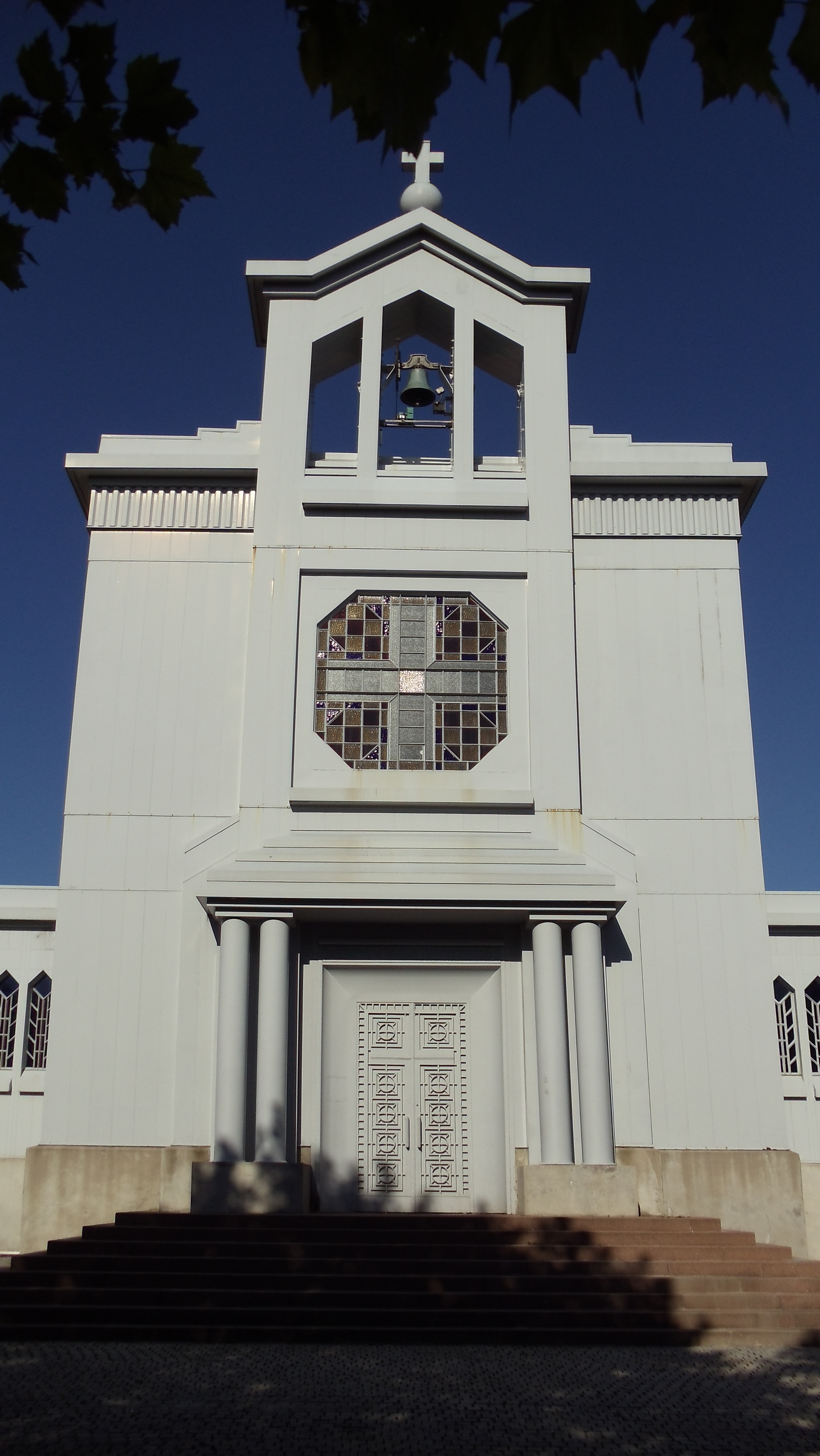
Eglise Sainte Barbe de Crusnes (Meurthe-et-Moselle)

- Le village de Sainte-Barbe en Moselle.
- Le village de Sainte Barbe dans les Vosges (canton de Rambervillers).
- Le village de Servigny-lès-Sainte-Barbe en Moselle.
- dans le village de Valay, depuis 1622, le premier dimanche de décembre, sainte Barbe est promenée en procession après la cérémonie religieuse par les membres de la confrérie. Elle est la patronne des sapeurs-pompiers et des mineurs (anciennes exploitations de fer avec hauts fourneaux sur le territoire de la commune).
- Une chapelle à Menditte en Pays Basque.
- Une chapelle à Allaire dans le Morbihan.
- Une chapelle à Folpersviller, quartier de Sarreguemines en Moselle (Lorraine).
- Une chapelle à Fumay, rue Sainte-Barbe en Ardennes.
- Une chapelle Sainte Barbe, de forme hexagonale, chemin de la chapelle Sainte Barbe, à Linselles (Nord).
- L'église Sainte-Barbe de Crusnes (Meurthe-et-Moselle), village minier du nord de la Lorraine, unique église en Fer d'Europe.
- L'église Sainte-Barbe de Noeux-les-Mines, ville minière du Pas de Calais
- L'église Sainte-Barbe de Saint-Étienne dans le quartier du soleil (France) dédiée à la patronne des mineurs.
- La chapelle Sainte-Barbe du Faouët dans le Morbihan : construite en ex-voto à flanc de colline, elle a la particularité d’être plus large que longue.
- La chapelle des mineurs de Faymoreau (Vendée), édifice dédié aux mineurs, où ont été installés dix-neuf vitraux d'art contemporain qui racontent l'histoire des mines (1827-1958).
- L'église Sainte-Barbara de Pruno, en Corse-du-Sud.
- La chapelle Sainte-Barbe des Mines[50], à Chalonnes-sur-Loire (Maine-et-Loire). D'abord église de mineurs (charbon), elle est devenue chapelle puis lieu d'animations culturelles depuis sa restauration par l'association du même nom.
- Bussang, commune des Vosges dont sainte Barbe est la patronne.
- La colline Sainte-Barbe et sa petite chapelle à Saint-Jean-de-Luz.

### Gabon
- L'église Sainte-Barbe de Port-Gentil.

### Italie
- L'église Santa Barbara dei Librai à Rome, non loin du Campo de' Fiori.
- Une statue de sainte Barbe dans le musée d'artillerie de Turin, dans le Mastio de la citadelle.

### Liban
- L'église Sainte-Barbe d'Amchit, ville du Mont-Liban près de Byblos.
- L'église Sainte-Barbe Liban-sud près de Jezzine.

### Pologne
- L'église Sainte-Barbe de Cracovie.
- L'église Sainte-Barbara de Varsovie.

### Portugal
- Chapelle de Sainte-Barbe à la Forteresse de Peniche (prison politique au XXe siècle) à la ville de Peniche.
- Chapelle de Sainte-Barbe à Roriz concelho de Penalva do Castelo
- Chapelle de Sainte-Barbe à Picões

### Suisse
- L'église Sainte-Barbara de la paroisse orthodoxe russe , à Vevey.
- La chapelle Santa Barbara (entre Loèche et Loèche-les-Bains).
- La chapelle Sainte-Barbe dans la Cathédrale Notre-Dame de Sion.

### Tchéquie
- L'église Sainte-Barbe de Kutná Hora, ville minière de première importance au Moyen Âge, est dédiée à la patronne des mineurs.